# Club Social de Deportes Rangers
Club Social de Deportes Rangers, también conocido como Rangers de Talca, o simplemente Rangers es un equipo de fútbol de Chile de la ciudad de Talca, Región del Maule. Fue fundado el 2 de noviembre de 1902 por un grupo de estudiantes y apoderados del Liceo de Hombres —actual Liceo Abate Molina— que no pudieron participar del club talquino «18 de Septiembre» por motivos económicos y etarios. Desde 2010 es administrado por la Sociedad anónima deportiva Rojinegro, presidida por el empresario chileno Felipe Muñoz.
Actualmente milita en la Liga de Ascenso de Chile, división en la que se encuentra desde el año 2014. 
El club cuenta con 3 títulos nacionales, todos de Primera B, la que antiguamente era conocida como la Segunda División, obtenidas los años 1988, 1993 y 1997. Su más importante participación internacional fue la Copa Libertadores de América en el año 1970, donde fue eliminado en la fase de Grupos (Grupo 3) compuesta por Guaraní, Universidad de Chile, Deportivo Cali, Olimpia y América de Cali.
Los colores que caracterizan al equipo son el rojo y el negro, que han formado parte de los uniformes desde la fundación del equipo. En relación con el escudo, su color de fondo es rojo, mientras que cuenta con una franja negra en diagonal más cuatro de forma vertical en la zona inferior, todos los bordes son amarillos y cuenta con una «R» de color negro en la parte central.
Su primer equipo ejerce de local en el estadio Fiscal de Talca, estadio perteneciente al Instituto Nacional de Deportes. El recinto posee una capacidad de 16.000 personas, siendo el estadio más grande de la Región del Maule. En ese escenario deportivo protagoniza cada año la Noche Rojinegra, donde presenta sus contrataciones.
Su clásico rival, es Curicó Unido, con quién anima el «Clásico del Maule» desde 1974. Sin embargo, también se denominó así a los encuentros disputados contra Deportes Linares, considerando la cercanía geográfica entre las ciudades. Además, tuvo una rivalidad con O'Higgins de Rancagua, ya que en su momento fueron los únicos equipos de la zona centro-sur en la Primera División, de dicha rivalidad surge el «Clásico Huaso».
Desde 2008 cuenta con una rama femenina que, en la actualidad, disputa la Primera B del fútbol femenino. Además cuenta con ramas juveniles en diferentes categorías.

## Historia

### Orígenes del club

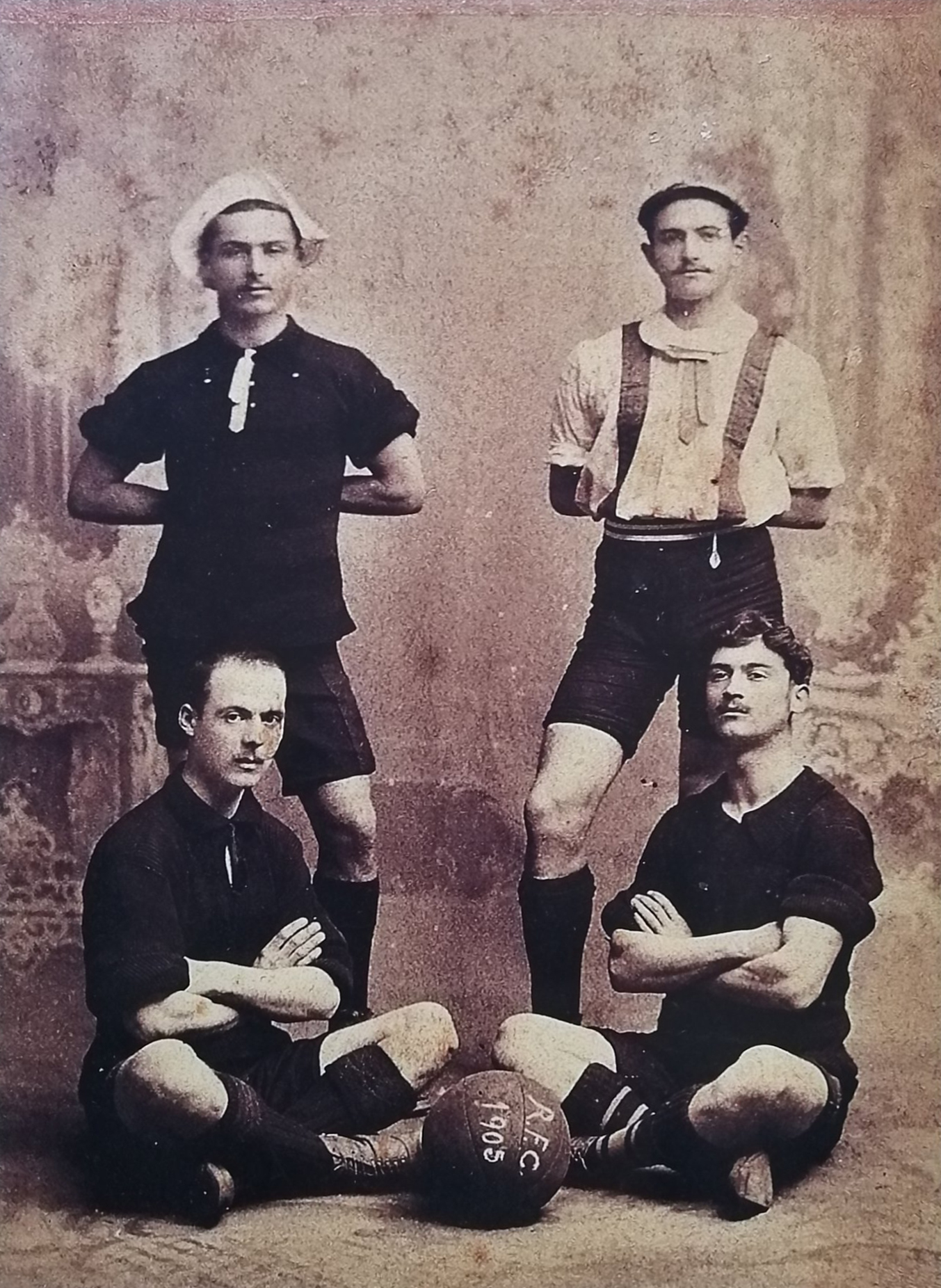
Guillermo Donoso, Constancio Blanco, Jorge Donoso y Oreste NegrI con los uniformes del equipo. El balón en el suelo tiene escrito R.F.C. 1905.

Rangers Foot-Ball Club fue fundado el 2 de noviembre de 1902 en la ciudad de Talca por un grupo de antiguos integrantes del Club 18 de Septiembre, esta institución formada el 13 de septiembre de ese mismo año por un grupo de profesores del Liceo de Hombres Talca y la Escuela Superior N.º 1. Los motivos que propiciaron la salida del 18 de septiembre por parte de los fundadores de Rangers, mayoritariamente estudiantes de los dos establecimientos educacionales antes señalados, estaban relacionados principalmente con el choque generacional que se producía entre estos y los miembros más veteranos del 18 de septiembre, así como por el alto costo de las cuotas del club, que resultaban imposibles de pagar para los estudiantes.
Finalmente, el grupo conformado por José María Bravo, Jorge Donoso, Guillermo Donoso, Rubén Guzmán, Luis Soto, Arsenio Poblete, Luis Greenstreet, Alfredo Díaz, Vicente Rojas y Alejandro Ramsay, decidieron reunirse en la casa de Nicanor Donoso, padre de los hermanos Guillermo y Jorge, donde acordaron constituir una nueva entidad deportiva a la que tuvieran acceso todos los estudiantes de la ciudad de Talca. José María Bravo sería designado como el primer presidente de la institución.
El nombre del club fue ocurrencia de Juan Greenstreet, un inglés que había llegado a Chile hacia unos años a trabajar en el fundo de doña Amalia Neale de Silva. Con motivo de la celebración del cincuentenario de la institución en 1952, Jorge Donoso, uno de los fundadores, señaló en una entrevista que el nombre de Rangers habría sido propuesto por Juan Greenstreet, a sugerencia de doña Amalia Neale de Silva, su empleadora, como un homenaje al Rangers Football Club de Glasgow, siendo aceptado por el resto de los miembros fundadores del club pese al reparo inicial por tratarse de una denominación extranjera.
Durante sus primeros años, los planteles de Rangers estuvieron conformados, además de los estudiantes del Liceo de Hombres, por funcionarios de la Empresa de los Ferrocarriles del Estado, de la tienda Walter Scott & Neale, así como de las compañías de fósforos y galletas Weston que existían en la ciudad.

### Integrándose en el fútbol
En 1905, tres años después de la fundación, Rangers obtiene su primer campeonato local. Sin embargo, los primeros registros que dan cuenta de la organización de una competencia oficial por parte de la Asociación de Talca, aparecen recién en 1906 con la disputa de la Copa Municipal, ganada por Rangers tras superar en la final del torneo a 18 de septiembre por 1 a 0 el 18 de noviembre de ese año, pese a los reclamos de este último con respecto a la legalidad del tanto convertido por Rangers a los 25 minutos del segundo tiempo, el que finalmente fue validado por el árbitro del partido Demetrio Figueroa. En aquella ocasión la alineación del club estuvo compuesta por Oreste Negri en portería; Ormingstone y Victoriano Reyes en defensa; Flores, los hermanos Jorge y Guillermo Donoso en mediocampo; dejando en la delantera a Arsenio Poblete, Luis Greenstreet, Heriberto Sturgess, Justo Villar y Manuel Donoso.
Al año siguiente, el 4 de agosto de 1907, el equipo rojinegro nuevamente demostró su poderío al empatar 1-1 frente a la selección de Talca. A la semana siguiente, se enfrentan nuevamente por la revancha, venciendo el Rangers por 6 a 1.
Durante estos años Rangers comienza también a hacerse conocido entre los equipos fuera de Talca. El 15 de septiembre de 1906 enfrenta al club Loma Blanca, siendo uno de los primeros partidos inter-cities con equipos de Santiago registrados. El domingo 1 de septiembre de 1907 se vuelven a enfrentar, esta vez en Santiago, empatando 3 a 3. El 15 de agosto de 1908 nuevamente se volverían a enfrentar en Talca, triunfando los santiaguinos 2:0. El 15 de agosto de 1907, y luego de un intercambio de cartas de desafío, Rangers se enfrenta al club Arturo Prat de Santiago, obteniendo un empate a 0.
Durante estos años, Rangers rápidamente se convertiría en uno de los clubes más importantes de Talca, en 1908 se inaugura el primer recinto: La Cancha Holman (o Hollman), ubicada en 2 poniente con 5 norte. Fue inaugurada el 12 de abril en un partido amistoso que culminó en un empate entre Rangers y 18 de septiembre.
 

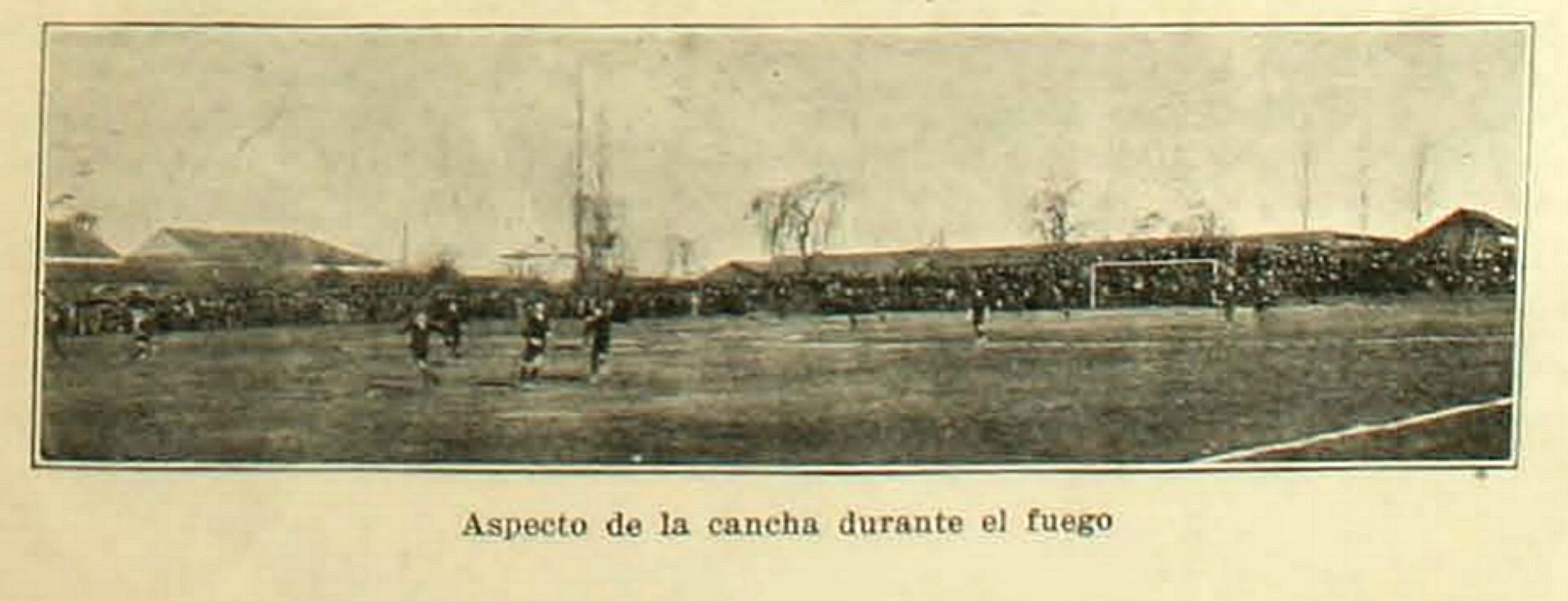
Rangers vs Loma Blanca, 15 de agosto de 1908.

En la década del 1910, Rangers se empezó a mostrar como un equipo fuerte y «atrevido», siendo de los primeros clubes provincianos en desafiar a sus pares santiaguinos, un caso fue Santiago Badminton con los cuales se jugaron una gran cantidad de partidos y revanchas. Por otra parte, en el ámbito local, la competencia se generaba con los otros equipos grandes de la ciudad maulina, el Talca National y el 18 de septiembre. En este contexto, la competición generalmente era dura y las finales se decidían entre los tres equipos, de aquí comenzaron a surgir las primeras polémicas traducidas en peleas, anulación de partidos y otros eventos desafortunados. 

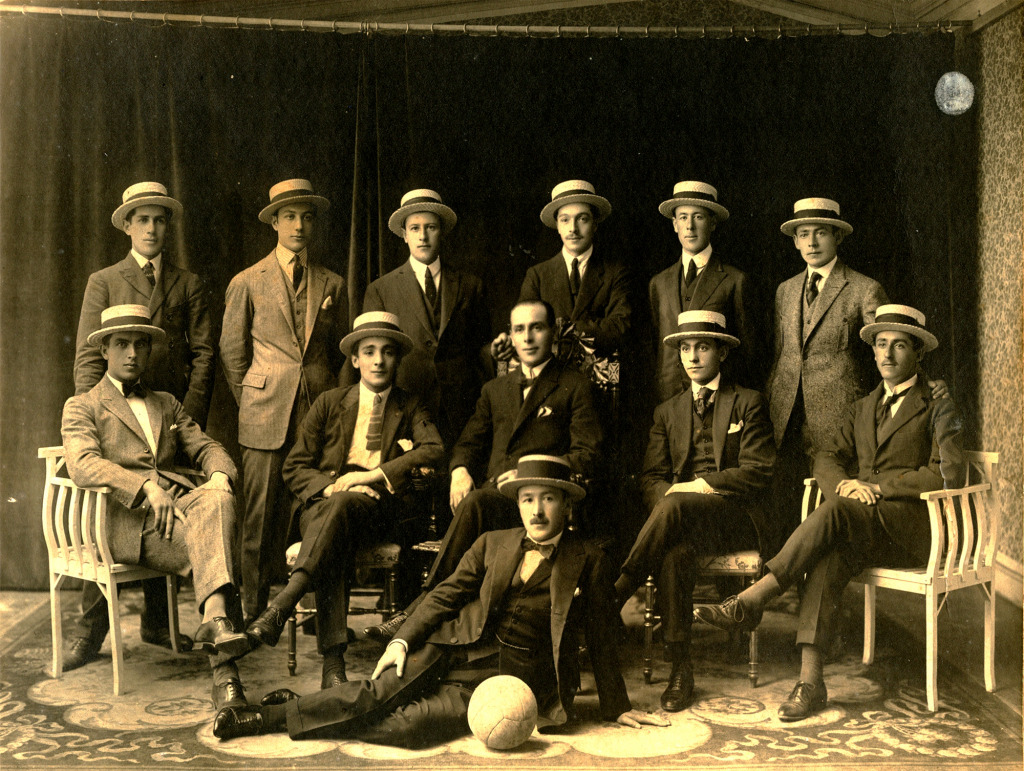
Jugadores y socios de Rangers con ropa de civil, 1915. Están de pie de izquierda a derecha: René Ramírez, Armando Concha Bascuñán, Ernesto Silva Puppo, Alberto Giraud, Roberto Donoso Espejo y Carlos Barberis Cavalli. Sentados en el mismo orden: Manuel Molina, Héctor Concha, Guillermo Donoso Espejo, Juan Barberis Cavalli y Luis Gaete Reguera. Sentado con la pelota: Manuel Donoso Espejo (Capitán del Equipo).

En 1914 se daría una situación muy particular. Luego de la fase regular del campeonato, Rangers llegaría peleando palmo a palmo con Talca National para la obtención del título de campeón de Talca. Hacia al final del torneo, los dos equipos quedarían igualados en puntos, de tal manera que la Asociación decidiría realizar un partido definitorio entre ambos elencos para definir al campeón. Entre diciembre de 1914 y mayo de 1915, ambos equipos se enfrentaron un total de cinco veces, partidos que concluyeron todos en empates. Al final, y ya en vista de que el campeonato siguiente se avecinaba, la Asociación decidió dar por campeón a ambos elencos.
La década de los '20 se caracterizó por materializar una importante crisis que se generó entre el club y la administración de la liga de fútbol de Talca. En agosto de 1921 se vivió el primer acercamiento de Rangers a un divorcio de dicha liga, generado por un incidente durante un partido que provocó el castigo permanente de Guillermo Blanco, uno de los socios y jugador del club rojinegro, además de dar por perdido un partido jugado en el mismo mes. Esto generó no solo la rabia del directorio del club, sino que también la elaboración de una carta que, aparte de criticar la resolución de los hechos, explicaba parte de estos, aunque no se especificaban cuales fueron los actos de Blanco. En todo caso, se aclaraba que la raíz del problema surgía en un retraso del club rangerino en la llegada al estadio para el partido, lo que al parecer se había traducido en un gol del equipo rival. El enojo de Rangers, aparte de por la expulsión de Blanco, también recaía en que no esperaron a que el equipo llegara al estadio.

Finalmente la carta decía: «(...) tenemos el sentimiento de comunicar a Ud. que el Rangers solicita el retiro de sus tres equipos por la presente temporada, única manera de salvar nuestro prestigio, dado el modo que ese directorio ha estimado los últimos acontecimientos y muchos otros, desde ya hace mucho tiempo». Según los registros, se aceptó la renuncia a la liga, sin embargo el club volvió al tiempo después. 

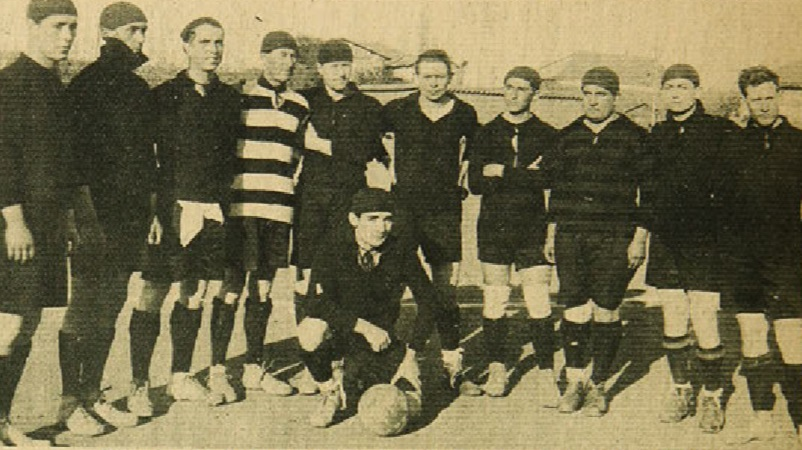
Equipo del Rangers que derrotó a Santiago Badminton por 4:2 en un amistoso en 1923.

La salida definitiva de Rangers desde la liga de fútbol de Talca se dio en 1924, cuando, en conjunto con otros de los equipos más importantes de la ciudad, deciden abrir su propia liga y conformar un torneo paralelo. Este partido fue celebrado en un partido de la liga contra la selección de Uruguay. En dicha ocasión la liga formó con Lillo, Ávila, Vega, Canales, Silva, Bravo, Soto, Andrade, Avendaño, Barberis y Moyano. El equipo de la liga ocupó las vestimentas rojinegras del Rangers. La selección de Talca volvería a utilizar los colores rojinegros en distintas oportunidades, así como también las camisetas celestes regaladas por los uruguayos luego de su partido.
En 1928, se realiza en Chile un campeonato nacional amateur, a Talca le corresponde la sexta zona, conformada por las ciudades de Curicó, Talca y Chillán. Para decidir quien representaría a la zona se realizó un triangular, triunfando Talca. Esto abrió la posibilidad para que Talca pudiera conformar una especie de «selección regional» con los mejores jugadores, tanto de su asociación, como de las de las otras ciudades de la zona. El equipo titular estaba compuesto por 5 rangerinos: Rogelio Bustos, Francisco Vega, Lizardo Piña, Eduardo Rojas y Juan Barberis, cabe destacar que en la banca también había jugadores rojinegros. La final se jugó contra la selección de Valparaíso, culminando 3 a 2 para Talca, siendo la única vez que obtiene dicho campeonato.
Posteriormente en 1930, y luego de dos grandes años de buen fútbol donde el club vence a Audax Italiano, Santiago Badminton, Thunder de Coquimbo y otros, Rangers nuevamente obtiene el campeonato de la ciudad, venciendo a Talca National 3-1.
1931 fue un año distinto en la historia del club. El 1.° de enero se comenzaría de forma internacional, con Rangers recibiendo al club Bolívar de Bolivia en Talca, ganando estos por 3 tantos a 1, Rangers formaría con Pérez; Bustos, Pedrero, C. Barberis, Piña, Vera, Bertoni, Rojas, P. Velásquez, L. Velásquez y J. Barberis. Sin embargo, se generaría a su vez una repetición de la historia, el equipo nuevamente es expulsado de la liga de Talca, mediante una «sistemática campaña de desprestigio y presión en contra del Rangers, llevados más que nada por el prejuicio y complejo que significaba verse superados en las canchas» (Extraído de la revista de los 50 años, 1952). Provocado principalmente por la tendencia del club de sacar jugadores de otros equipos de la liga de Talca para fortalecerse durante los encuentros inter-city, así como también por otros argumentos manifestados por la Asociación, cómo el comportamiento de algunos jugadores, la actitud de la institución frente a los castigos impuestos por la Asociación y otras razones. Tuvo que ser la Federación de Fútbol de Chile la que intervino para que volvieran a aceptar a Rangers en la liga. Ese año Rangers terminaría en segundo lugar, al empatar en las últimas fechas contra Deportivo Español, permitiéndole a Talca National obtener el campeonato. A finales de ese año Rangers es invitado a jugar un partido amistoso con Colo-Colo en los Campos de Sports de Ñuñoa, siendo el primer registro sobre un partido disputado por Rangers en dicho complejo deportivo.
En 1932 Rangers culmina campeón nuevamente, año donde ocurre un hito para el equipo, la primera gira al norte, específicamente a las ciudades de Coquimbo y La Serena. El primer partido fue contra la selección de La Serena, donde el club rojinegro vence 5:2. Posteriormente empataría 2:2 frente a la selección de Coquimbo, en el viaje de vuelta se haría una escala a Quillota para enfrentarse al seleccionado de la ciudad, sin embargo la lluvia impidió que se realizara el encuentro.

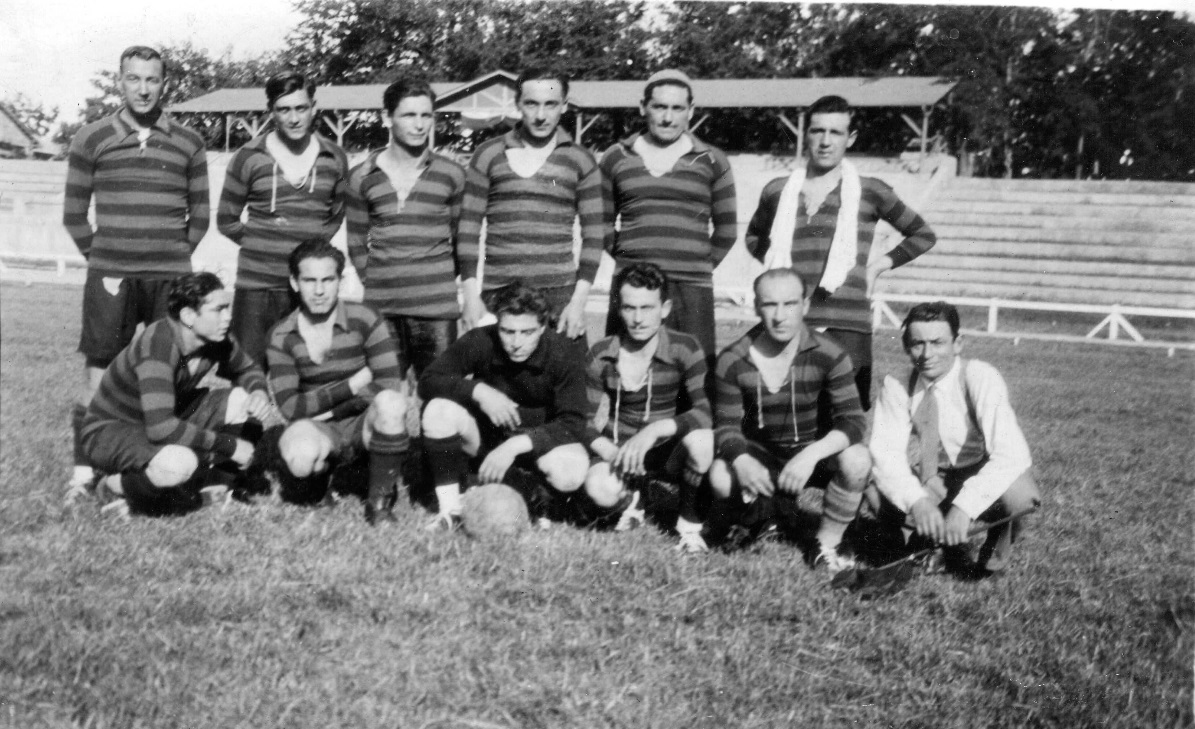
Equipo de Rangers en 1933.

En 1933 se inaugura la liga profesional de fútbol, iniciándose con la Primera División de 1933. Rangers fue el primer equipo de provincia en solicitar su inclusión en dicha liga, en su afán de crecer institucionalmente, haciéndolo en dos oportunidades, sin embargo nunca se logró concretar debido a la negación de la Liga de Talca. Posteriormente el club volvió a tener problemas con la dirigencia local, llegando a solicitar una reestructuración de la directiva. Nuevamente tuvo que intervenir la Federación Nacional.
Posteriormente, Rangers seguiría participando de la competencia de Talca, así como también siendo invitado y organizador de torneos inter-city. En 1936 el club vuelve a realizar una gira, esta vez para el sur. Jugando primero con el club Nacional de Valdivia, empatando 4:4 en el global (2:3 y 2:1), posteriormente contra el club Eyzaguirre de Pitrufquen, ganando 9:7 en el global (5:3 y 4:4).
Luego de esto, Rangers pasó a un estado más pasivo en temas de acontecimientos, se continuó con la participación en la liga de Talca, la reestructuración de 1933 generó un clima nuevo de pacifismo dentro del fútbol talquino. En 1944 Rangers nuevamente queda muy cerca del campeonato, quedando en un triple empate en la cantidad de puntos con Talca National y Deportivo Español, siendo estos últimos los campeones luego de vencer a Rangers en un partido definitorio.
En 1945 llegó la revancha y Rangers nuevamente es campeón de Talca. En 1946 se enfrenta por primera vez en un inter-city a Unión Española, campeón en 1943 y subcampeón en 1945, ganando los santiaguinos 3:1. En 1947 se enfrenta por primera vez a Universidad de Chile, venciendo nuevamente los santiaguinos 4:1.
En 1948 el club obtiene su último campeonato comunal, lográndolo de forma invicta y goleando 8:2 en el último partido a River Plate de Talca.
Potenciado por este último campeonato, finalmente en junio de 1949 llega la invitación a Rangers para ser parte de la recien inaugurada División de Honor Amateur (DIVHA). La invitación señalaba:

Santiago, 8 de junio de 1949.

El Comité General de la Federación de Footlball de Chile, animado por el espíritu de obtener el engrandecimiento y progreso técnico del football nacional, estudia actualmente la creación de una DIVISION DE HONOR AMATEUR, cuya competencia se realizaría con la intervención de equipos de las Asociaciones zonales, cuyos antecedentes y méritos le hicieran acreedor a tal intervención.
           Para fines señalados, el Comité General encargó a uno de sus directores la redacción de un proyecto de reglamento, que ya ha sido estudiado y considerado en nuestras últimas sesiones y que ha merecido, en principio, nuestra aprobación.
           Entre los clubes que integrarían esta DIVISION DE HONOR AMATEUR, figura en lugar destacado el de la digna presidencia de Ud. y, para los efectos de estudiar con mayores detalles su realización, nos permitimos invitar a Ud. a una sesión que celebraremos el martes próximo, 14 del actual, a las 19:00 hrs. en nuestras oficinas de Agustinas 1559.
           Esperamos que se sirva Ud. honrarnos con su presencia.
           Saluda Atte. a Ud.
           FERNANDO LARRAIN MANCHEÑO, Presidente

            FLAVIO VALENCIA GUEVARA, Secretario General

La respuesta no se hizo esperar:

Talca, 25 de junio de 1949

Señor Presidente de la Federación de Football de Chile, Casilla 3733, Santiago.
Señor Presidente:
Nos es grato referirnos a la comunicación Nº 1251/71, de fecha 8 del presente mes, por medio de la cual tiene a bien darnos a conocer el propósito de esa Federación de crear una DIVISION HONOR AMATEUR, con el espíritu de obtener el engrandecimiento y progreso técnico del football nacional, formada ésta con los equipos de Asociaciones zonales, cuyos antecedentes y méritos le hicieran acreedores a tal intervención.
           Sobre el particular, y con relación también a la sesión verificada, el 14 del actual para considerar este mismo tema y a la cual tuvo a bien invitarnos, concurriendo para tal efecto el Presidente infrascrito; nos es particularmente grato poder manifestar a Ud. que el CLUB DE DEPORTES RANGERS acepta gustoso en formar parte de esta División de Honor.
           Agradecidos de la especial deferencia que ha tenido la Federación para considerar al Rangers en esta circunstancia y estimando que con nuestra participación, además, haremos una obra deportiva para realzar los elevados propósitos que la anima; nos es grato suscribirnos y quedar a las órdenes de esa prestigiosa autoridad.
HERNAN CORREA LABRA, Presidente

ISMAEL QUEZADA ZAGAL, Secretario.

En su primera temporada en la DIVHA, Rangers se ubicó 9.° de un total de 11 equipos participantes, con 10 partidos jugados, 3 ganados, 2 empatados y 5 perdidos.
Durante su participación en dicha división, el club también participaba del torneo de Talca, puesto que no les permitieron abandonar dicha competición.

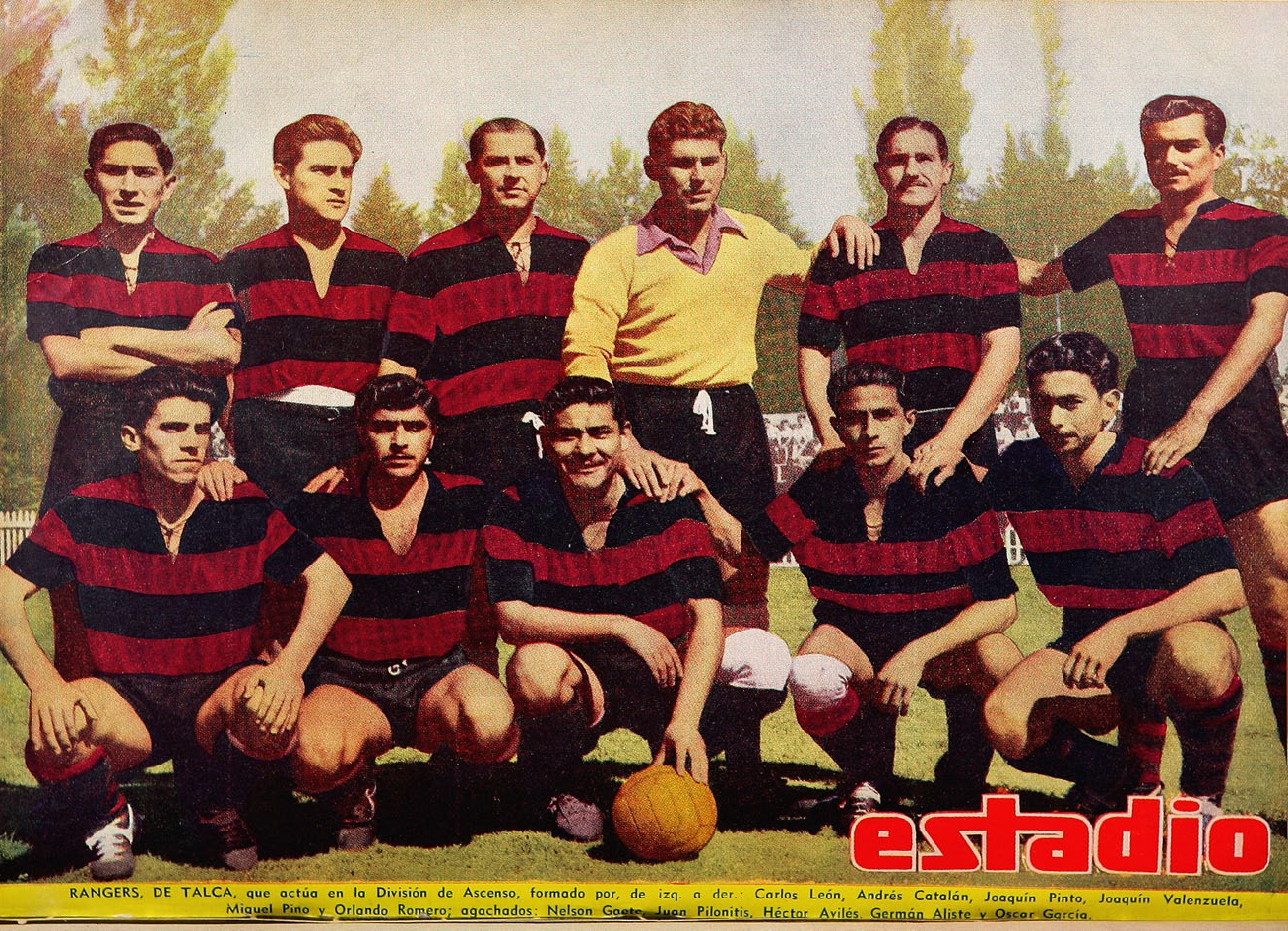
Equipo de Rangers que participó en la Segunda División de Chile 1952, en donde alcanzaron el subcampeonato, lo que le valió el ascenso a la Primera División para 1953.

En 1950, Rangers tendría su único campeonato destacable de la DIVHA, obteniendo un sorpresivo segundo lugar, disputando palmo a palmo el título con Maestranza Central y Thomas Batta, siendo el primero el que finalmente sería campeón. Al año siguiente Rangers nuevamente destacó, culminando en un 3.° lugar, a dos puntos del campeón y subcampeón.
El desempeño de ambos campeonatos provocó que en 1951 Rangers rápidamente fuese considerado dentro de los primeros equipos participantes de la nueva Segunda división, campeonato que estaba en plena discusión y que intentaba fomentar el desarrollo de los ascensos y descensos en el fútbol para darle mayor competitividad. De un total de 14 equipos postulantes, fueron 8 los elegidos, siendo Rangers uno de los primeros en obtener la aprobación unánime por parte de los presidentes de Primera División.

### Inicios en el profesionalismo
Finalmente, en 1952 Rangers participa de la recién inaugurada Segunda División culminando su participación con el subcampeonato luego de igualar en puntos contra Palestino, llevándolo a un partido definitorio entre ambos clubes por la obtención del campeonato donde el club santiaguino venciópor 4 tantos a 2. De igual manera, el empate en los puntos durante la fase regular significó que Rangers ascendiera y, por lo tanto, se ganara la opción de participar en la anhelada Primera División, siendo el tercer club de provincias admitido en dicha categoría y el primero que provenía del sur de Santiago.

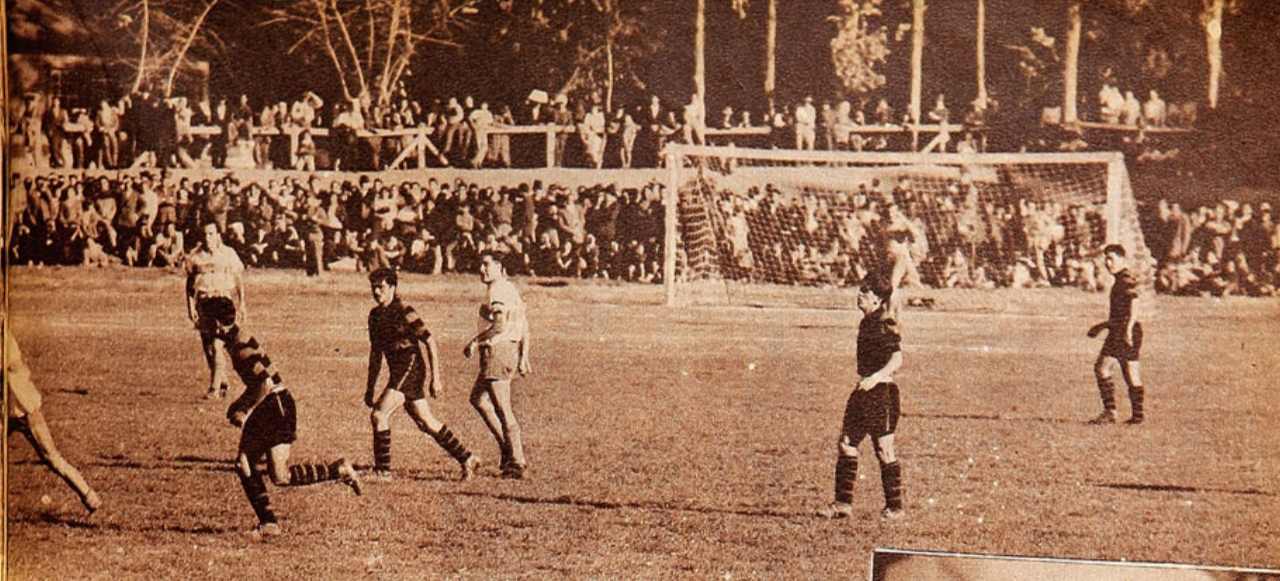
Estreno de Rangers en Primera División, 3 de mayo de 1953.

El comienzo de Rangers en la categoría de honor fue un tanto complicado. La administración del club estaba haciendo los esfuerzos para que todo estuviera listo no solo dentro de la cancha, sino también fuera de esta, la llegada al profesionalismo trajo consigo un montón de experiencias, entre ellos una oleada de nuevos socios que conllevó a un cambio de sede, las distintas negociaciones con jugadores que den el peso para estar en la Primera División, entre otros. A pesar de todo esto, el primer partido Rangers llegó «con todo», logrando un 4 a 3 favorable contra Universidad Católica.
Ese campeonato de 1953 el equipo terminaba en 10.ª posición, algo regular considerando su llegada reciente al profesionalismo. De aquí en adelante, Rangers tomó una posición más pasiva en relación con lo futbolístico, no teniendo ningún campeonato destacable hasta el campeonato de 1956, cuando de la mano de los defensores Alcides Rigo y Ramón Climent, Rangers por primera vez luchaba por la obtención del campeonato, logrando un 3.ª lugar y la valla menos batida del torneo con 31 tantos.

### La próspera década del 60
Rangers comenzaba los '60 con un ritmo bajo, no destacando mucho en temas futbolísticos, el año 1960 la dirigencia de Armando Pozo contrata a Ángel Labruna, ídolo del fútbol argentino, quien a pesar de solo jugar 5 partidos, aparece como una muestra del tipo de contrataciones a las que podía llegar Rangers.
El bajo nivel futbolístico se mantiene hasta el año 1963, cuando con la contratación de diversos jugadores entre ellos Juan Soto y Juan Cortés, quienes se convertirán en ídolos del club, además de la contratación del entrenador Adolfo Rodríguez, Rangers sube abruptamente su nivel quedando 4.° lugar de la tabla y comenzando una seguidilla de 3 campeonatos seguidos donde Rangers se convierte en protagonista dentro de la competición.
En el año 1964, Rangers logra un hito en su historia, jugando un partido amistoso contra el club Flamengo aprovechando que los brasileños estaban participando en un torneo en Santiago; el partido terminó 3-2 a favor del Flamengo, el juego quedó en la retina del club piducano, ya que fue uno de los partidos internacionales más llamativos de la historia de Rangers, precisamente por el nivel del contrincante. En el torneo de Primera División de 1964 Rangers quedó en quinto lugar, destacando a mitad de año la llegada de Héctor Scandolli, ídolo rojinegro que destacó principalmente al año siguiente.
El año 1965 fue una temporada de hitos para Rangers, ya que no solo se logra el 3.° lugar del campeonato nacional, sino que también se obtiene al único máximo goleador de Rangers en la Primera División, Héctor Scandolli con 25 tantos, por otra parte, en las gradas se logra un récord de asistencia de local en Talca, con más de 10 000 personas en promedio en los partidos de local.
Sin embargo, a pesar de mantenerse gran parte de los jugadores, en 1966 el entrenador Ádolfo Rodríguez se va a otro club, generando que Rangers vuelva nuevamente a bajar su nivel y a perder protagonismo dentro de los campeonatos nacionales por algunos años, generando que poco a poco comenzaran a emigrar aquellos jugadores que habían dejado a Rangers en lo más alto de su historia en ese entonces.
Todo esto fue hasta el año 1968, cuando Rangers renovó completamente aquel plantel. Entre los nuevos jugadores que tenía el club, se encontraba el argentino Luis Eduardo Suárez, que había jugado en Independiente, la primera Copa Libertadores de América, y en Cerro de Montevideo y también se integró el uruguayo Eladio Benítez, ex seleccionado de su país, que ganó el Campeonato Sudamericano de 1969 en Ecuador y que terminó su carrera en el equipo talquino, a fines de 1970.

### Participación en Copa Libertadores
Rangers participó en la edición de la Copa Libertadores 1970, tras su participación en el Torneo Provincial de 1969, donde fue campeón. Luego de esta buena actuación, Rangers va a la Zona A del Torneo Nacional, estando muy cerca de ser el campeón de esa edición del fútbol chileno, obteniendo el segundo lugar y con ello la clasificación directa a la Copa Libertadores.
Rangers queda en el grupo 3 de la primera fase, compartiendo con Olimpia, América de Cali, Deportivo Cali y la Universidad de Chile, logrando ganar un solo partido contra América de Cali, empatar uno sólo contra Olimpia y perdiendo el resto de los partidos.
En su primera participación en la Copa Libertadores de América, los talquinos contaron con un plantel con destacados jugadores como los uruguayos Pedro Graffigna y Eladio Benítez, los argentinos Luis Ángel Carrizo, Rubén Ciavatta y Tomás Bejcek y los chilenos Alberto Villar e Iván Azócar entre otros.
A pesar de los resultados, este equipo es recordado por lograr la hazaña más grande en la historia del club, con base en esto, el 13 de abril del año 2019, gran parte de los jugadores que participaron del campeonato de 1969 y también de la Copa Libertadores de 1970 fueron homenajeados en el Estadio Fiscal de Talca, como un gesto de respeto y admiración a la historia.

### Los años 70 y el nacimiento del «ascensor»
Luego de este gran logro para el club, Rangers empezó a decaer lentamente, manteniendo un nivel bajo al principio que se agudizó 1976, cuando luego de 23 años el club desciende por primera vez en su historia a Segunda división. El año 1977, bajo la dirección técnica de Jorge Venegas, logró subir nuevamente a Primera al quedar a 3 puntos del campeón del torneo, Coquimbo Unido, pero en la temporada 1978, Rangers volvió nuevamente a descender al quedar último con sólo 14 puntos, logrando el segundo descenso en la historia del club.
En el año 1980, Rangers consigue llegar a la final del Apertura de Segunda división, perdiendo 2-1 contra San Luis de Quillota.
En 1981, Rangers terminó 5.º en la Segunda división, ganándose un cupo para participar en la Liguilla de Promoción, pero Deportes Aviación (que había quedado 3.º), decidió abandonar el profesionalismo, con lo que Rangers tomó su lugar, ahora, en la Primera División.
Al año siguiente, Rangers terminó último con 15 puntos, pero el presidente de la Asociación Central de Fútbol, Rolando Molina, decidió por decreto mantener a Rangers en Primera, por ser Talca una buena plaza para el fútbol, debido a su buena asistencia de público al Estadio Fiscal de Talca.

### Breve resurgimiento
En la temporada 1983, Rangers, después de muchos años de altibajos, conformó un gran equipo, bajo la dirección técnica de Orlando Aravena. Este equipo empató con Colo-Colo en Santiago de Chile (1-1) y ganó en Talca (5-2), acabó con el invicto de Naval de Talcahuano (con gol de Atilio Herrera), y derrotó a Universidad Católica y a Universidad de Chile.
En 1985, con la vuelta de algunos de los jugadores de 1983 y bajo el mando técnico de Arturo Rodenak, el equipo consiguió clasificar a la Liguilla de Copa Libertadores de ese año tras ganar el primer tramo del campeonato oficial. Después de derrotar a Everton de Viña del Mar y a Unión Española, Rangers se midió en la semifinal contra Universidad Católica, donde perdieron por 2-1.
En el año 1987, Rangers nuevamente descendió a Segunda, al quedar penúltimo (sólo superando a San Luis de Quillota) con 25 puntos.

### Primeros títulos e irregularidad.
Para el campeonato de Segunda división de 1988, se decidió contratar a Hugo Solís. La campaña de esa año terminó de muy buena manera, con Rangers culminando puntero de la zona sur, en la siguiente fase culminaría nuevamente puntero, esta vez de la liguilla por el ascenso, obteniendo consecuentemente el ascenso directo a Primera División, posteriormente le correspondería jugar el partido definitorio por la obtención del campeonato contra Unión San Felipe. La primera final se jugó en San Felipe y significó un triunfo por 4-2 para el Uni-Uni. En el partido de vuelta, jugado en Talca, Rangers venció por 2-0, proclamándose por vez primera campeón en un torneo profesional (ya que en caso de empate en la cantidad de goles marcados por ambos equipos los goles de visita valdrían doble).
En 1989, Rangers nuevamente bajó al fútbol de ascenso, junto a Unión San Felipe y Deportes Valdivia, tras quedar en penúltima posición con sólo 21 puntos.
En 1991 el club llega a uno de los momentos más complejos de su historia al estar peligrosamente cerca del descenso; luego de una primera fase negativa donde se clasifica a la liguilla del descenso, el club tendría serios problemas para levantar cabeza. Las dificultades deportivas generaron que se tuviera que llegar al partido final del torneo con una importante posibilidad de descender a Tercera División, la única opción para salvarse de dicha situación era derrotando al club Cobreandino. Lo que finalmente se lograría luego de un penal cobrado en el minuto 78' del partido y anotado por Roberto Ahumada. El encuentro quedaría en la retina de los hinchas por ser el momento más complejo vivido en segunda división.
En el año 1992, Rangers nuevamente queda a pocos puntos de caer a la Tercera división. Para revertir esta lamentable situación la dirigencia del equipo contrató nuevamente a Hugo Solís, recordado por darle al equipo el campeonato de Segunda en el año 1988. Con Solís en la dirección técnica y un equipo formado preferentemente con jóvenes talquinos, Rangers consiguió su segundo título profesional, al finalizar primer lugar del campeonato en la Segunda división el año 1993 y consiguiendo el ascenso a la división de honor para el año siguiente.
En el año 1994, nuevamente el equipo no logra mantenerse en Primera, quedando último y debiendo regresar a Segunda para el año 1995. En ese equipo que descendió en 1994, el equipo contó con jugadores como los argentinos Rubén Dundo y Sergio Orzuza, los brasileños Dema, Valdir Pereira y Nathelson y los chilenos Ricardo Biondi, Elías Quijada, Mariano Puyol y un joven José Yates. Varios hinchas del club talquino consideran esta campaña como la peor del club en toda su historia en la Primera División de Chile, ya que en todo el torneo solo ganó dos partidos, consiguió 11 empates y el resto de partidos resultaron ser derrotas, cosechando solo 15 puntos, siendo el equipo menos ganador, el menos goleador y también el más goleado del certamen. Además de la pésima campaña realizada, hubo acusaciones de un soborno realizado en la última fecha del torneo, donde Palestino visitaba al equipo rojinegro, el cual ya estaba descendido hacía ya varias fechas, con la necesidad de conseguir una goleada para evitar la Liguilla de Promoción, y enviar a Coquimbo Unido en su lugar. El partido realizado en el estadio Fiscal de Talca terminó con un resultado de 7-1 a favor del cuadro árabe, alcanzando al elenco coquimbano en la tabla y por ende, condenando al conjunto pirata a defender su plaza en Primera División en la Liguilla ante Colchagua. El equipo de Coquimbo Unido reclamó el soborno, que nunca se pudo comprobar.
En el año 1995, el equipo rojinegro realiza una buena campaña, compitiendo palmo a palmo con Santiago Wanderers y Audax Italiano por el campeonato hasta las fechas finales. Rangers llegó a la última fecha con la opción de ascender directamente si lograba ganar su partido, pero perdió de forma sorprendente ante Fernández Vial por un marcador de 2 a 1 en un estadio Fiscal repleto de hinchas rojinegros que observaron cómo su equipo dejaba escapar la chance de volver a la Primera División del fútbol chileno. Por su parte, Audax Italiano y Santiago Wanderers empataron en la última fecha y ascendieron de forma simultánea, mientras que Rangers, se quedó sin título, ni chances de entrar a la liguilla de promoción.
En el año 1996, estando Rangers aún en Segunda (ahora renombrada Primera B) obtuvo por primera vez en su historia el subcampeonato de la Copa Chile, al empatar en la final 1-1 en Talca y perder por 1-0 ante Colo-Colo en Santiago (el equipo colocolino ganó en ese mismo año, el campeonato de la Primera División). A pesar de este gran logro que significaba este subcampeonato para los piducanos, el equipo solamente logró el 5.º puesto en el torneo oficial de Primera B, no logrando subir a la Primera División.
Para la temporada 1997, el campeonato se dividió en dos (Apertura y Clausura). En el Apertura Rangers terminó igualado con Everton en primera posición con 38 puntos, por lo que se debió jugar una final para definir al campeón. El partido de ida jugado en Viña del Mar, terminó en empate 0-0, donde el cuadro ruletero falló un penal. Por otra parte, el partido de vuelta se jugó bajo una lluvia torrencial en el Fiscal de Talca, el cual terminó 4-2 a favor de los locales, alcanzando por tercera el título de campeón de Primera B y la vuelta al fútbol de Primera, aunque las bases establecían que debía seguir jugando el Clausura en Primera B, lo que significó que Rangers, sufriera una baja de motivación, que terminó posicionando al equipo en la 5.ª posición. 
En 1998, el equipo terminó en la 11.ª posición, casi cayendo a la Liguilla de Promoción. En ese año, los talquinos se reforzaron con jugadores como el seleccionado paraguayo Gustavo Sotelo, los uruguayos Ramón Víctor Castro, Mario Orta y Miguel Mesones y el argentino Amilcar Adrián Balercia. En el año 1999, el equipo talquino (que había fichado al argentino Germán Portanova) nuevamente se encontró descendido (junto a Deportes La Serena, Cobresal y Deportes Iquique, estos 2 últimos desde la Liguilla de Promoción) al quedar en penúltima posición de la Primera División.

### El nuevo milenio

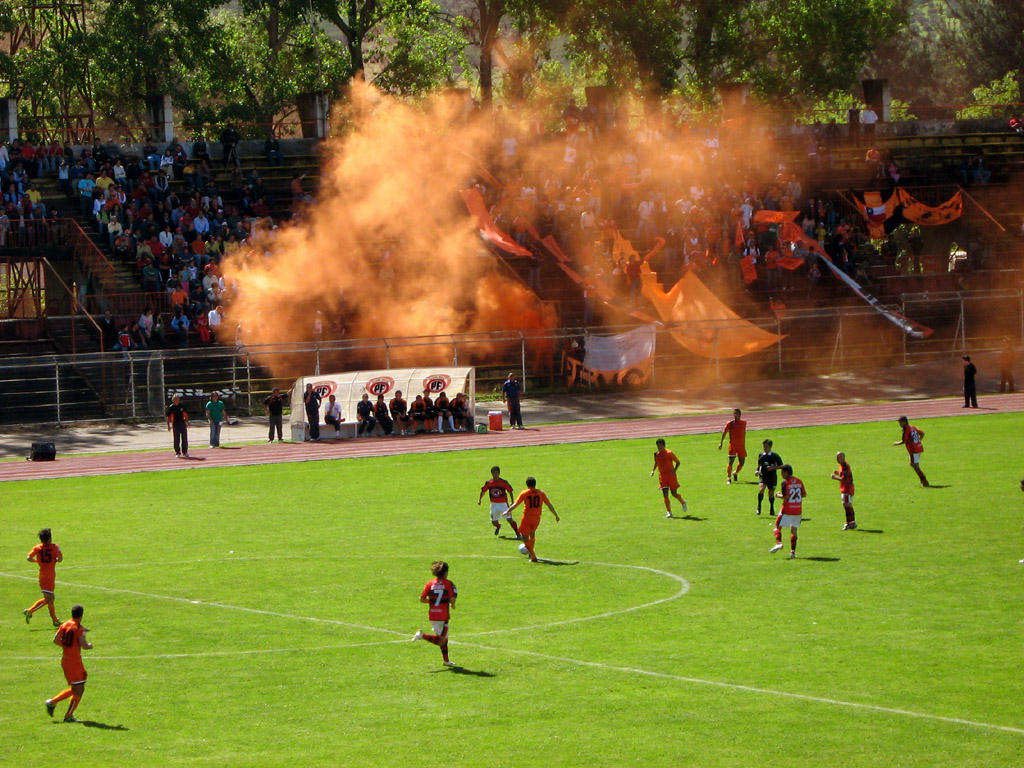
Partido entre Rangers y Cobreloa en el Estadio Fiscal de Talca, 2006.

Para la temporada 2000 de la Primera B, Rangers hizo una buena campaña terminando segundo, por detrás de Unión San Felipe, conllevando a que el equipo volviera a estar en Primera División.
En el Torneo Apertura 2002, desarrollado paralelamente a la celebración de su centenario, Rangers cumplió una campaña histórica. Bajo la dirección técnica de Óscar del Solar, Rangers accedió a los playoffs. En primera ronda, eliminó a Deportes Temuco. Luego, en cuartos de final, derrotó a Palestino. Disputando las semifinales, venció por un marcador global de 4 a 3 al favorito Colo-Colo, eliminándolo en el Estadio Monumental. En la final del torneo, se enfrentó a Universidad Católica. En el primer partido jugado en el Fiscal, Rangers y la UC empataron 1:1, y en el partido de vuelta, en el Estadio San Carlos de Apoquindo, Universidad Católica ganó 4:0, proclamándose campeón del fútbol chileno. Por lo tanto, Rangers alcanzó el subcampeonato. En ese año, el equipo tenía como figuras a Nicolás Peric y Luis Díaz. En el Torneo de Clausura, volvió a clasificar a la postemporada. Sin embargo, fue eliminado en primera ronda frente a Cobreloa.
En el Apertura del año siguiente, nuevamente obtiene la clasificación a playoffs. No obstante, nuevamente fue eliminado en primera ronda, esta vez frente a Deportes Puerto Montt. En el Clausura también se clasificaron a postemporada, aunque otra vez fueron eliminados en primera ronda, frente a Universidad de Concepción, equipo que estaba estrenándose en Primera División.
En el año 2004, el equipo ocupó el penúltimo puesto en Primera División, pero no descendió porque en ese año no hubo descensos, para aumentar el número de equipos en Primera División.
Durante el año 2006 y luego de una pobre campaña bajo el mando técnico de Ramón Castro, Rangers descendió a la Primera B del fútbol chileno, luego de perder contra Lota Schwager en la Liguilla de Promoción. En el primer partido jugado en Talca, Rangers ganó 2-1, pero en la vuelta en Coronel, los carboneros ganaron también por 2-1, forzando a una definición a penales, que ganó Lota por 4-3. El 25 de noviembre de 2007, alcanza el retorno a la División de Honor, siendo subcampeón de la Primera B de ese año, superado en la tabla de posiciones por Provincial Osorno (que también ascendió ese mismo día), tras vencer 3 goles a 0 a su archirrival Curicó Unido.

### 2008: A un paso de la final

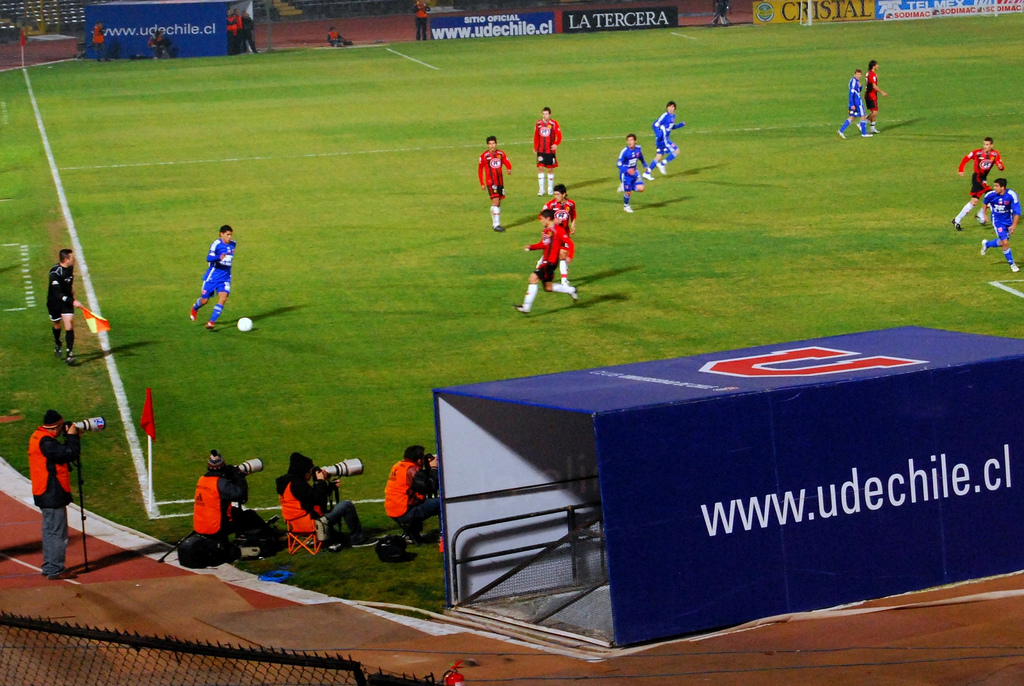
Partido entre Rangers y la Universidad de Chile en el Estadio Nacional para el Torneo de Clausura 2009. El partido finalizó 5-3 a favor de Rangers.

El equipo comenzó el año 2008 con una regular campaña, además de ciertos problemas económicos. Pero en la segunda parte del año el rendimiento subió, llegando a estar en los primeros lugares de la tabla del torneo de clausura, clasificando a los playoffs como primero en su grupo. En cuartos de final dejó en el camino a Universidad Católica, pero en segunda ronda fue eliminado por Palestino, ya que consiguió un empate 2-2 en Talca y otro empate sin goles en Santiago, siendo favorecido el equipo árabe por los goles de visita.

### 2009: A Primera B por error y el «caso Rangers»
La Temporada 2009 en Rangers no fue nada de fácil, el entrenador Óscar del Solar renunció, luego de una buena campaña 2008 en donde llegaron a Semifinales, por la ausencia de un acuerdo por los premios. Para el Apertura firmaría Juan Ubilla como el nuevo DT de equipo. Debido a los magros resultados obtenidos (donde sólo logró cosechar 5 puntos, con un 21% de rendimiento), la directiva que encabezaba Arnoldo Sánchez, decidió poner término a la relación contractual que unía al técnico con el equipo piducano. El regreso de Óscar Del Solar asomaba en el horizonte. Y se confirmaría luego del partido con Huachipato, en donde Del Solar volvería a dirigir al club por tercera vez. El Apertura finalizaron 17.° posición con 14 unidades, despidiéndose de aquel Torneo con un contundente 4-1 sobre Cobreloa, en la «supuesta» despedida del Estadio Fiscal.
Para el Clausura volvería a Rangers Enzo Gutiérrez, entre otros jugadores. Debutarían en dicho torneo frente a Deportes La Serena, con una derrota de 2-0. Pero se remontaría con un 5-3 a la Universidad de Chile en el Estadio Nacional.
Al final del campeonato, en la última fecha en Calama frente a Cobreloa, Rangers llegaba a buscar su paso a playoffs, pero todo sería para peor: En el Segundo Tiempo, Del Solar envía a Lucas Ojeda al campo de juego (de nacionalidad argentina), siendo que ya había 5 extranjeros en cancha, y con ello Rangers arriesga la pérdida de 3 unidades, lo que lo haría descender directamente a la Primera B del fútbol chileno. Hecho que se confirmaría por la Primera Sala de Tribunal de Disciplina de la ANFP, al restarles 3 unidades y la cancelación de 100 UF. La segunda Sala debía confirmar esta situación, pero el equipo quería que la sanción fuera para el siguiente torneo lo que generó un retraso en la realización de la Liguilla de promoción. Con la demora, el club realiza distintos medios por no descender, y además, su Síndico Cristián Herrera y su grupo objetaron el procedimiento de la ANFP por irregularidades legales y reglamentarias, diciendo que fue un error la sanción a Rangers. La ANFP, luego confirmaría los horarios y fechas de los partidos de liguilla, en donde se formularon dos llaves, una si Rangers no perdía 3 unidades y otra en la cual descendería a Primera B y jugaría Curicó Unido. La inquietud de los dirigentes fue tal, que llevaron el caso a la Justicia Ordinaria, siendo que la FIFA prohíbe que sus afiliados recurran a los Tribunales de Justicia, bajo lo cual la entidad rojinegra arriesga ser desafiliada. La situación se complicaba: el presidente de la ANFP, Harold Mayne-Nicholls se refirió a esto y dijo que «Ellos saben lo que hicieron y a lo que se exponen. Está claro que para estos casos se contempla la desafiliación”.  El tema fue que Chile estaba en el Mundial 2010 y si la FIFA realizaba una amenaza, la clasificación peligraba. Posteriormente la FIFA enviaría un ultimátum a la ANFP por esta situación:

Federación de Fútbol de Chile
Harold Mayne-Nicholls
Presidente
                                                               Zurich, 26 de noviembre de 2009
Estimado señor Mayne-Nicholls:
Hemos recibido información sobre el hecho de que su club afiliado, el Club de Deportes Rangers de Talca, recurrió ante los tribunales ordinarios de justicia de Chile, en violación del artículo 64, apdo. 2 de los Estatutos de la FIFA, para apelar contra una decisión pronunciada por la primera instancia, el Tribunal Autónomo de Disciplina de la Asociación Nacional de Fútbol Profesional de Chile (ANFP), la cual es un asociado de la Federación de Fútbol de Chile (FFCh). Dicha decisión aún no es definitiva, debido a que el asunto se encuentra pendiente ante el Recurso de Apelación de la ANFP.
Al respecto, rogamos que su asociación inste a su club afiliado, el Club de Deportes Rangers de Talca, a retirar el recurso interpuesto ante los tribunales ordinarios de justicia de Chile, dentro de las próximas 72 horas o, de lo contrario, que la FFCh pronuncie las sanciones pertinentes contra su club afiliado conforme al artículo 64, apdo. 3 de los estatutos de la FIFA.
Si su asociación no adopta las medidas necesarias tal como hemos indicado, el caso se someterá ante el Comité Ejecutivo de la FIFA en su sesión del 3 de diciembre de 2009 en Ciudad del Cabo, Sudáfrica, a fin de que este órgano considere la imposición de una suspensión en contra de la Federación de Fútbol de Chile.
Agradecemos atención a lo expuesto.
Atentamente
Markus Kattner
Secretario General Adjunto
FIFA

Luego de esto, el club desistió con recursos en la Justicia Ordinaria y finalizaría su «guerra» con la ANFP. Ahora solo había que esperar que decidía la Segunda Sala, y un día después de retirar la demanda judicial, se confirmaría el descenso de Rangers a la Primera B.

### 2010: Un año de imprevistos
El año 2010 era el Bicentenario en Chile. Por esa razón, la principal misión del equipo Piducano era Ascender rápidamente a la División de Honor para 2011. Para esta temporada, el sistema de torneo tendría modificaciones importantes en comparación con las versiones anteriores, como la separación de los clubes en Zona Sur y Zona Norte, siendo en esta última donde Rangers compartiría junto a otros 6 clubes. Comenzaría jugando frente al recién ascendido Unión Temuco, venciéndole los talquinos de manera sorpresiva a los jugadores de Marcelo Salas por 0-1 en Temuco, Esto porque el club Rojinegro semanas antes del inicio pudo sumar refuerzos por el difícil momento de quiebra.
Las primeras fechas del torneo vieron a un Rangers regular, pero los trastornos vividos luego del gran terremoto del 27 de febrero, que incluso provocó la salida momentánea de varios jugadores del plantel (sobre todo los extranjeros), sacudieron a la institución. Tras algunas semanas de inactividad, el equipo regresó a la competencia, pero su rendimiento bajó considerablemente. Pasaron varias fechas en donde los Rojinegros no conocieron la victoria, e incluso llegaron al último puesto de la Zona, peleando con Provincial Osorno la posibilidad de jugar el partido para definir al descendido a Tercera División A.
Jugando en el Estadio Municipal de Linares debido a la remodelación del Fiscal, con diversas complicaciones económicas a causa de los constantes problemas en el remate del club, y obteniendo magros resultados futbolísticos, Rangers quedó fuera de los cuatro primeros clasificados de la Zona Sur, lo que corre su posibilidad de ascender hasta la temporada 2011. Aunque el nivel del club creció luego de la salida del entrenador Rubén Vallejos y la llegada del argentino Fernando Cavalleri, no le alcanzó para ir a la Fase Nacional.

### 2011: Renovación y el ascenso
Con un club renovado, tanto en el plantel como en la dirigencia, el torneo 2011 comenzó de manera auspiciosa para el cuadro rojinegro. De la mano del entrenador argentino Roberto Mariani se realizó un sólido campeonato de Apertura, sin embargo fue Deportes Antofagasta quien se adjudicó la primera posibilidad de ascenso directo. Gracias a esto, Mariani fue despedido asumiendo como director técnico Marcelo Peña.
En la segunda parte del torneo, el club comenzó a decaer en su rendimiento. En septiembre llegó el técnico argentino Gabriel Perrone, tras una magra campaña de Marcelo Peña a cargo del cuadro talquino. Sin embargo, y al finalizar la temporada, Rangers se ganó el derecho de disputar la final por el ascenso, ya que ocupó el lugar de Deportes Antofagasta, quién finalizó primero en la tabla anual. El rival en esta definición fue Everton, campeón del Campeonato de Clausura.
El primer partido, disputado el 24 de noviembre, en el remozado Estadio Fiscal de Talca, terminó en un empate 1-1. El paraguayo Marcos Lazaga marcó para los viñamarinos, mientras Manuel Ormazábal marcó el empate para los rangerinos. Con el gol de visita, y con el juego mostrado en la cancha maulina, el cuadro ruletero quedó con la mejor opción para ganar la llave. Con este resultado, a Rangers solo le servía ganar o empatar por más de dos goles para pensar en un posible ascenso.
Pero el partido de vuelta, jugado el 27 de noviembre en el Estadio Sausalito, se presentó de manera friccionada y emocionante. Everton abrió la cuenta con tanto del volante colombiano Luis Alberto Perea. Tras esto, el rangerino Christián Durán empató las acciones. Perea volvería a poner en ventaja a los viñamarinos hasta el minuto 71, cuando Cristián Milla marcó mediante lanzamiento penal el 2-2, que abría las esperanzas de los talquinos. Sin embargo, una complicada jugada del arquero piducano Ezequiel Cacace terminó en un penal para Everton, que nuevamente fue transformado en gol por el cafetero Perea, y en la expulsión del portero. Con 10 jugadores, Rangers tuvo que buscar el partido, cuestión que finalmente le trajo resultados, pues en el minuto 81 el delantero José Carlos Tabares marcó el empate de Rangers, y con ello (gracias a los goles de visita), el regreso del cuadro del Maule a la Primera División chilena.

### 2012: Nuevamente cerca de la final
Para Torneo de Apertura, el club talquino cumplió una pobre campaña, quedando en la posición 14.ª, lo que significaría no entrar al cuadro de play-offs. Además, durante el transcurso del campeonato, Gabriel Perrone fue despedido, tomando su lugar Dalcio Giovagnoli.
Sin embargo, el Torneo Clausura 2012 sería todo lo contrario, Rangers haría una buena campaña, manteniéndose durante varias fechas en el primer lugar del torneo y clasificando finalmente a play-offs estando en el cuarto puesto. En cuartos de final, derrotaría a Deportes Iquique, pero en semifinales caería ante Huachipato, que, a la postre, sería el campeón del torneo.

### 2014: Otro Descenso y el estancamiento en Primera B
Rangers hizo una muy mala campaña, en la cual quedó último en la tabla acumulada, con un «equipo de argentinos reciclados», descrito por el capitán Nicolás Peric años después. Obtuvo un 30,39% de rendimiento, con 8 partidos ganados, 7 empates y 19 derrotas, siendo dirigidos por Fernando Gamboa y luego por Jorge Garcés, en la penúltima fecha del Torneo de Clausura Scotiabank 2013-14 debían vencer a Audax Italiano. Esto no sucedió y descendieron tras caer 2:0.
La temporada 2014-15 de la Primera B, Rangers hizo una paupérrima campaña de la mano de Carlos «Chifli» Rojas, en la cual se mantuvo entre los puestos 10 a 13 de la tabla desde la novena hasta la cuadragésima fecha, prácticamente peleando el descenso durante gran parte del torneo, especialmente en la primera parte.

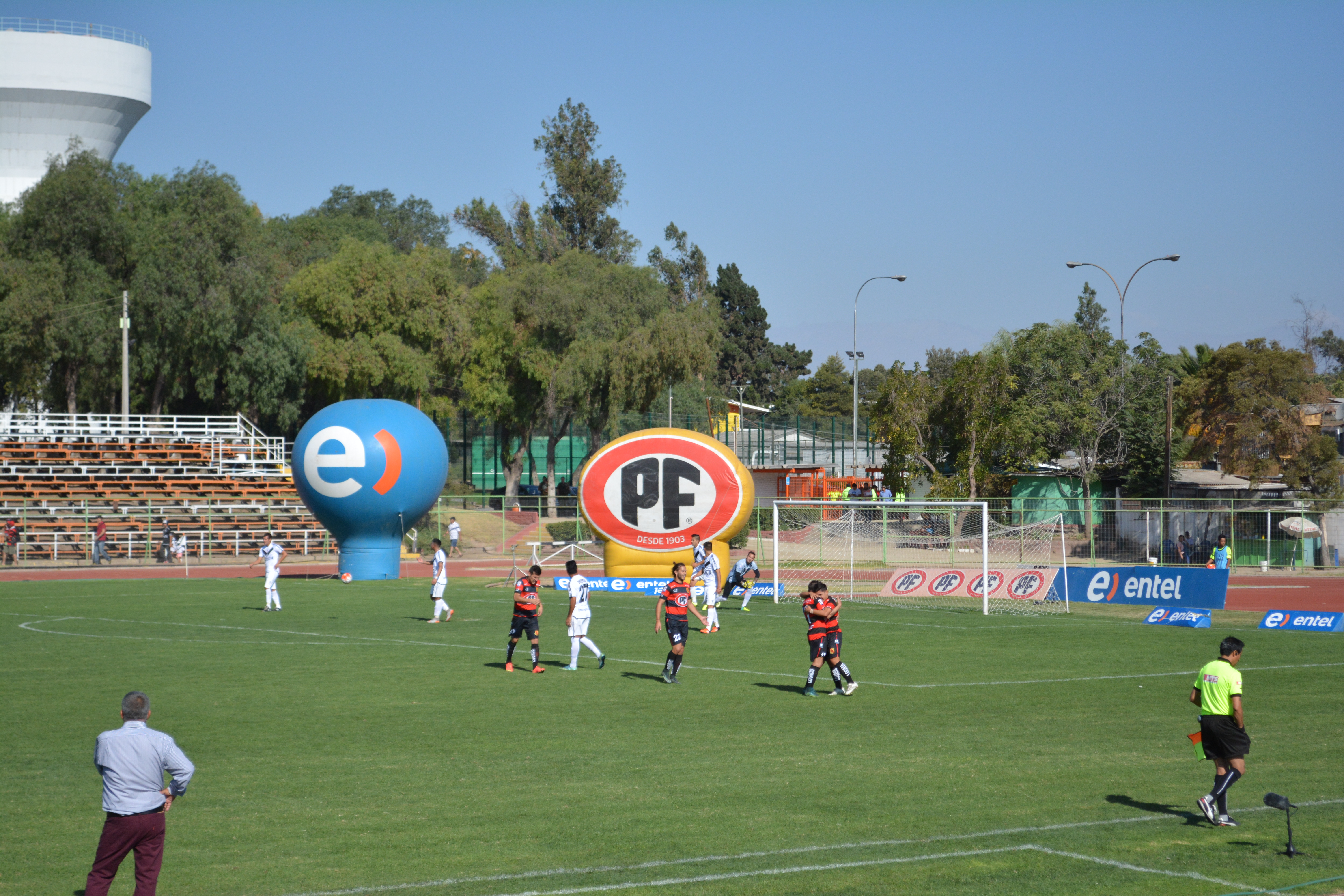
Partido entre Rangers y Santiago Morning en el Estadio Municipal de La Pintana, 2016.

Pese a la mala campaña, se ratificó a Carlos Rojas para el torneo de Primera B 2015-16, sin embargo fue despedido en la sexta fecha del campeonato, consecuencia de la seguidilla de resultados irregulares y la petición de la barra rojinegra que hace varias fechas venía exigiendo la salida del DT.
En la séptima fecha, fue Héctor Almandoz quien asumió la banca piducana. Al DT argentino le dificultó tomar terreno en la Primera Rueda del torneo, quedando en el sexto lugar y sin posibilidad de clasificar a la liguilla de postemporada de la primera rueda. En la Segunda Rueda, Rangers terminó quinto, clasificando a la postemporada de la segunda rueda, junto con Curicó Unido, Deportes Puerto Montt y Deportes Iberia que quedó sexto, en reemplazo de Deportes Concepción que fue desafiliado del fútbol profesional. El ganador de esta liguilla, enfrentaría al ganador de la liguilla de la primera rueda, Everton, en una final para ascender a la Primera División de Chile. En la primera fase Rangers jugó frente a Deportes Puerto Montt, perdiendo en la ida y la vuelta por la cuenta mínima, dejando un resultado global 0:2 a favor del equipo salmonero.
Posterior a este campeonato, el nivel de Rangers decayó fuertemente. Entre 2016 y 2018 varias situaciones visibilizaron que, además de los malos resultados deportivos, donde Rangers llegó a quedar en el último puesto en la Primera B por primera vez en su historia, las condiciones en las que se encontraba el club en temas administrativos eran bastante pobres. Esto se tradujo en cambios en la presidencia, ocho entrenadores en dos años, deficientes condiciones de las instalaciones y equipos del club, y otras situaciones que demostraron que lo de Rangers iba más allá de lo deportivo. En 2018 la S.A vuelve a cambiar de dueño, siendo adquirida por el empresario Felipe Muñoz, anteriormente presidente de Deportes Copiapó.
Para tratar de controlar la inestabilidad existente, la nueva dirigencia prometió una serie de cambios para reestructurar la institución. Mejora de las instalaciones del club, la creación de una tienda oficial, darle mayor importancia a las divisiones inferiores del equipo y el anhelado ascenso a la Primera División, fueron algunas de las promesas que se generaron como «objetivos a mediano y largo plazo» para intentar revertir el periodo por el que estaba pasando Rangers. Con esto en mente, el torneo de 2018 se vivió como un periodo de transición, donde la dirigencia asumió que directamente no se iba a competir por el ascenso.
Con base en esto, la temporada 2019 se trató de mostrar como un año de cambios: La instalación de la «Rangers Store», el campeonato de Primera B obtenido por parte del equipo sub-19, y una de las plantillas más caras del campeonato parecían demostrar que se estaban superando los problemas y que al fin se estaba avanzando por lograr los objetivos propuestos. Sin embargo, un problema con las camisetas del equipo y las reservadas para la venta al público, mostró que la crisis aún estaba latente. Posteriormente los resultados del primer equipo mostraron exactamente lo mismo, cuando al final del campeonato (adelantado por el estallido social de 2019) el equipo culminó en el puesto 13.°, muy distante del ascenso.
La temporada 2020 fue diferente. Se produjo una fuerte inversión para no repetir los errores del año anterior, primero con la contratación de Luis Marcoleta, el experimentado entrenador que contaba con varios ascensos a su haber y que, de hecho, dirigió prácticamente todo el año al segundo ascenso del año anterior. Junto con esto se produjo una importante renovación de la plantilla, siendo nuevamente una de las más costosas del torneo. Esta vez sí se lograron resultados generalmente positivos, a pesar de la pandemia del COVID-19 que azotó ese año al mundo, siendo Rangers uno de los pocos equipos que no contó con casos positivos, el equipo se mantuvo en puestos expectantes, logrando clasificar a los play-offs por el segundo ascenso. En la postemporada, el equipo superó 2:0 en el global a Deportes Temuco, aunque cayó eventualmente 1:3 en el global frente a Deportes Melipilla, sumando otro año más en la división de plata del fútbol chileno.
La temporada 2021 se desarrollaría de una extraña manera. Luego de la eliminación de Rangers de la liguilla del ascenso se pondría en duda la permanencia del técnico Marcoleta, al ser sondeado por otros equipos de la división, aunque eventualmente se confirmó su renovación. Contrario a lo que se pensaba, el equipo fue desmantelado casi en su totalidad, comenzando el arribo de jugadores con números desfavorables. En términos de resultados, el equipo tendría un auspicioso comienzo con 4 triunfos en los primeros 6 partidos, sin embargo comenzarían lentamente a decaer en su rendimiento. A finales de agosto, y luego de algunas polémicas y malos resultados, Marcoleta es despedido y sustituido por Ronald Fuentes, proveniente desde un Santiago Wanderers que quedó al borde del descenso en Primera División. El primer partido de Fuentes sería un triunfo sobre Universidad de Concepción, lo que devolvió brevemente la esperanza en el equipo. Sin embargo, su siguiente encuentro sería una derrota, comenzando una seguidilla de malos resultados que dejaron a Rangers sin opciones de ascender. Finalmente, y luego de un castigo a San Marcos, Rangers remató en la posición 11.ª. Esto fue visto como un retroceso de lo que se había hecho el año anterior, culpándose abiertamente a Marcoleta por la conformación del plantel.
Para el año 2022 se planificó una renovación importante en el primer equipo. En primera instancia, y poco después de terminar el campeonato anterior, se contrató a Carlos Garrido como director deportivo del primer equipo. Luego de varias semanas de dudas, se definió al entrenador Felipe Cornejo como el técnico, quien llegó acompañado de varios jugadores conocidos por él. En esta temporada la irregularidad nuevamente sería lo imperante, especialmente de local, lo que terminó por pasarle la cuenta al técnico Cornejo, quien sería constantemente criticado por ello y por su actitud en general, teniendo conflictos con periodistas y dirigentes. Finalmente, y luego de caer contra el colista, la dirigencia decide por cesarlo de su cargo. Para afrontar los siguientes encuentros, se recurrió a Eduardo Pinto como entrenador interino. Pinto logró dos triunfos en cinco partidos, lo que provocó su despido. Aún con el equipo en zona de liguilla, la dirigencia optó por Juan José Luvera para terminar el campeonato. Luvera también conseguiría dos triunfos seguidos en sus primeros encuentros, y pese a perder el tercero, aún llegaba con chances para la última fecha. En el último partido de la fase regular, Rangers llegaba con la necesidad de sumar contra Deportes Puerto Montt para clasificar a la liguilla, hecho que no consiguió de forma dramática. Este fracaso gatilló su despido inmediato.
La temporada 2023 comenzó con ilusión para los hinchas ranguerinos, ya que se oficializó el retorno a la dirección técnica piducana de Dalcio Giovagnoli, recordado por su exitoso paso por el club una década antes en Primera División. Con un plantel prácticamente nuevo, Giovagnoli comenzó la competencia negativamente, sumando 3 puntos en sus primero cuatro partidos, aunque eventualmente afirmó con una racha de cinco triunfos consecutivos, superando un récord de décadas. Por Copa Chile Rangers volvió a enfrentar a Deportes Linares por un partido oficial luego de 23 años, reeditándose el antiguo Clásico del Maule, con triunfo rojinegro en la plaza albirroja por 2:1. En dicha competición, la escuadra talquina llegó hasta las semifinales de la Zona Sur en la Fase Regional. Eventualmente, en el torneo de Primera B los resultados volvieron a lo negativo, y tras caer 1:4 ante Unión San Felipe, quedando a solo 2 puntos de la zona de descenso directo, Dalcio Giovagnoli presentó su renuncia casi al final del año. En su lugar asumió Germán Cavalieri, con la misión de salvar a Rangers de complicaciones con el descenso en las últimas 7 fechas. El objetivo finalmente se cumplió, rematando la escuadra talquina en la posición 11.ª.
De cara al año 2024, se optó por recurrir nuevamente a Juan José Luvera. Con un auspicioso comienzo de tres triunfos consecutivos, Luvera logró una importante regularidad durante su etapa, disputando los primeros lugares y alcanzando la punta en algunas oportunidades. Pese a esto, su mala relación con el plantel, sumado al cruce del cuerpo técnico con algunos hinchas, provocó que a mitad de campeonato la dirigencia optó por su despido. Como reemplazo arribó nuevamente Emiliano Astorga, recientemente campeón con Cobreloa. Con Astorga ya al mando, su primer desafío fue disputar la Copa Chile, torneo donde logró superar la primera serie, cayendo eventualmente en los cuartos de final de la Zona Sur. En la Primera B, Astorga mantuvo la regularidad, disputando palmo a palmo los primeros lugares y culminando la fase regular en el 3.° puesto, con 50 puntos luego del castigo de A.C Barnechea, y clasificando por tercera vez a los play-offs por el segundo ascenso desde el descenso de 2014. En play-offs superó a Deportes Santa Cruz y Deportes Recoleta (globales 4:3 y 1:0, respectivamente), llegando a la final contra Deportes Limache, la primera final de los talquinos desde el ascenso del 2011. En la serie final, el club piducano empató 4:4 en el global luego de dos partidos muy dispares (1:3 en la ida y 3:1 en la vuelta), cayendo eventualmente mediante penales.
No conseguir el ascenso fue determinante para que Emiliano Astorga no continuara al mando del equipo. Junto con él partieron jugadores como Alfredo Ábalos, Christopher Díaz e Ignacio Caroca, insignes de la etapa de Felipe Muñoz como presidente de la institución. Miguel Ponce fue el elegido para asumir la Dirección Técnica del equipo en 2025, con el objetivo siempre presente de obtener el ascenso. A mitad de campeonato, la irregularidad del equipo terminó por costarle el puesto. En su lugar arribó Erwin Durán.

## Administración

### La quiebra
La difícil situación económica que durante años rondaba al club llegó a su punto más alto durante el año 2008. En la segunda mitad de la temporada llegaron al equipo refuerzos pagados por externos, ya que el club no podía costear a más contrataciones. Pese a esto, la asistencia de público para ver al equipo fue buena, los resultados deportivos fueron positivos y no hubo complicaciones por sueldos impagos al plantel y cuerpo técnico, aunque al llegar a la semifinal del Clausura 2008, el plantel se inquietó por los premios que querían recibir por llegar a esa fase del torneo.
Al terminar la participación de Rangers en el torneo se pensó que con los buenos resultados en cancha llegarían inversionistas que trasformarían al club en una sociedad anónima, pero el escenario financiero de la institución era crítico, ya que la millonaria deuda del club bordeaba los 1000 millones de pesos, entre acreedores previsionales y aportes personales de algunos dirigentes. Así, el 30 de diciembre de 2008 la cuarta Asamblea de Socios decidió la «única opción de salvar al club»: Se votó por la quiebra, presentada por Arnoldo Sánchez, Roberto Becerra y Ricardo Cruz. Con 101 votos a favor, 35 en contra y 3 abstenciones, se acordó que Rangers pidiera a la justicia la quiebra. Los propios Sánchez, Becerra y Cruz participaron en un directorio provisorio hasta la llegada de un síndico de Quiebras, que tomó el control del club en el corto plazo.
El sindico de quiebras, Cristián Herrera, decidió a fines de 2009, y luego del escándalo del «Caso Rangers», rematar el club para así pagar, en parte, las grandes deudas que el club tiene con sus acreedores.

### El remate
El día 5 de enero de 2010 se inició el proceso de remate de Rangers. La subasta contempló los derechos federativos del club, trofeos, equipamiento deportivo y los pases de algunos jugadores. La postura mínima fue de $500 millones.
Luego de dos fallidos intentos, siendo el más llamativo el que tuvo la participación de la empresaria Gladys González (más conocida como la Cuca), el Club fue finalmente rematado el 26 de agosto de 2010, adjudicándoselo la sociedad anónima Piduco SADP, y cuyos asesores y representantes en la puja fueron Ricardo y Sebastián Pini. El Club fue vendido en $550 Millones.
Sin embargo, el Tercer Juzgado de Letras de Talca dejó sin efecto el remate, debido a supuestos vicios en el proceso. Pero el 2 de noviembre, la Corte de Apelaciones del lugar anuló este fallo y la Sociedad Anónima pudo tomar control del club. Durante esta etapa, Rangers fue administrado por el síndico suplente Lionel Stone.

### Nueva administración
Terminado el proceso de venta, y a falta de afinar ciertos detalles de escritura, la sociedad Piduco SADP, administrada por los hermanos Ricardo y Sebastián Pini, tomó el control total de Rangers el día 23 de noviembre de 2010.
Entre los primeros actos de la nueva administración se destacaron la reestructuración del club a nivel deportivo y gerencial; un convenio con la Municipalidad de San Javier para utilizar su estadio mientras se remodela el Fiscal; el cambio de patrocinador con un nuevo diseño de indumentaria; y la contratación de un nuevo cuerpo técnico junto con la renovación casi total del plantel.
El año 2011, la administradora cambió su nombre a Rojinegro SADP.
Durante su estadía en Rangers, se obtiene el ascenso del 2011 y posterior buen campeonato del 2012, sin embargo, luego de esto, el club cae en una importante crisis deportiva, sumado a distintas situaciones que generaron sospechas en la administración. El año 2013 Rangers llega a Europa y Argentina, pero no por temas deportivos, sino periodísticos y legales respectivamente, cuando algunos periódicos franceses, así como también la AFIP comenzaron a investigar al equipo y, principalmente, a la administración, por triangulación. En esta situación también estaba involucrada la S.A.D.P. de Unión San Felipe
A principios de 2014, se comienza a gestar por parte de un grupo de empresarios talquinos, la compra del club rojinegro, en una sociedad compuesta por 6 empresas presididas por Jorge Yunge. Quienes comenzaron a realizar las gestiones correspondientes para acercarse a los hermanos Pini y poder adquirir el club Finalmente, el 9 de julio de 2014, poco tiempo después al descenso a la Primera B, los empresarios talquinos compran Rangers y el club vuelve a manos nacionales siendo Oscar Cruz Icaza el accionista mayoritario con el 71% de las acciones, sin embargo designa a Jorge Yunge como presidente.
Durante 2015, Oscar Cruz vende gran parte de sus acciones, quedando Jorge Yunge como accionista mayoritario del equipo.
A mediados de 2017, Jorge Yunge deja la presidencia de Rangers y en su reemplazo queda Gabriel Court con el 18,7% de las acciones, Yunge sin embargo queda como vicepresidente del club.
En enero de 2018 el empresario Felipe Muñoz Rodríguez, entonces presidente de Deportes Copiapó, compró el 99,81% de las acciones del club mediante su empresa «Inversiones e Inmobiliaria Santa Elena Ltda». Al poco tiempo dejó el cuatro atacameño y asumió la presidencia de Rangers.
En mayo de 2020, Jorge Yunge, quien aún estaba asociado a la directiva de Rangers, abandona de forma definitiva al club para ingresar al directorio asignado de la ANFP.

### Presidentes
Corporación
- José María Bravo*
- Jorge Donoso*
- León Borle*
- Ricardo Wessel*
- Guillermo Donoso*
- Raúl Castro*
- Salustio Calderón*
- Rolando Labra*
- Marcial Cruz*
- Roberto Rodríguez*
- 1930-1931: Armando Zúñiga
- 1931-1932: Luis Zegers
- 1932-1933: Carlos Beytía
- 1933-1934: Constantino Cruz
- 1934-1934: Roberto Donoso
- 1934-1937: Roberto Soto
- 1937-1938: Enrique Monti
- 1938-1939: Roberto Donoso
- 1939-1942: Abel Bravo
- 1942-1950: Hernán Correa
- 1950-1959: Héctor del Solar
- 1959-1961: Armando Pozo
- 1961-1965: Salustio Sánchez
- 1965-1968: Galo Lavín
- 1968-1970: Javier Fernández
- 1970-1971: Raúl Covarrubias
- 1971-1972: Jorge Rivera
- 1973-1973: Miguel Donoso
- 1973-1975: Jorge Zaror
- 1975-1976: Ricardo Cruz
- 1976-1977: Guillermo Moor
- 1977-1978: Manuel Chat
- 1978-1980: Oscar Guzmán
- 1980-1981: Sergio Abdala
- 1981-1982: Ricardo Cruz
- 1982-1982: Sergio Abdala
- 1982-1982: Arnoldo Sánchez
- 1982-1983: Patricio Durán
- 1983-1984: Javier Fernández
- 1984-1985: Antonio Peredo
- 1985-1990: Miguel Donoso
- 1990-1992: Mario Gutiérrez
- 1992-1993: Roberto Becerra
- 1993-1994: Fernando Jiménez
- 1994-1996: Roberto Becerra
- 1996-2001: José Abdalah
- 2001-2002: Esteban González
- 2003-2006: Fernando Jiménez
- 2007-2009: Elías Vistoso
- 2009: Arnoldo Sánchez

Síndico de quiebra
- 2009-2010: Cristián Herrera
- 2010: Lionel Stone

Rojinegro S.A.D.P
- 2010-2014: Ricardo Pini
- 2014-2017: Jorge Yunge
- 2017-2018: Gabriel Court
- 2018- Actualidad: Felipe Muñoz

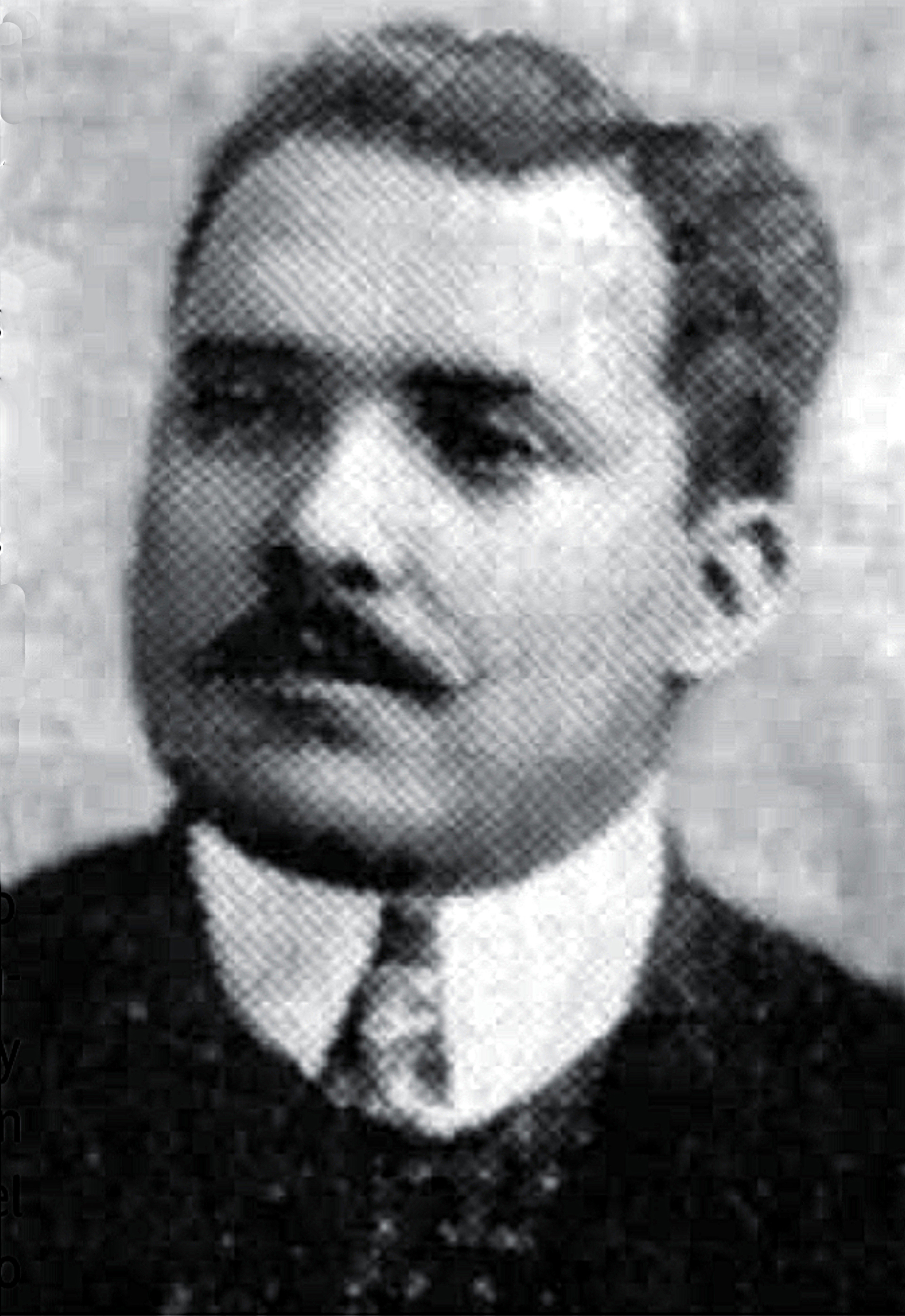
José María Bravo, primer presidente del club

(*) La falta de actas oficiales del club entre 1902 y 1929 no permiten establecer con claridad la duración de la presidencia.

## Simbología

### Escudo
Al fundarse la institución rojinegra se mantuvo la tradición de esos años de designar a los equipos con nombres ingleses por cuanto los primeros clubes de fútbol surgieron en Valparaíso y fueron creados por ciudadanos británicos que llevaron nombres afines a esa nacionalidad. En ese orden se inscriben Wanderers (que significa «Vagabundo»), Everton, Santiago Morning (que significa «Mañana» o «Matutino» o «Matinal», evocador de las amanecidas de las fiestas bohemias que caracterizaban a esa institución) y el desaparecido Star Team (Equipo de estrellas), entre otros.
El nombre de Rangers iniciativa de doña Amalia Neale de Silva, se traduce como «Guarda-bosques» y, sin lugar a dudas que, al elegirse este nombre, se hizo en clara alusión al origen campesino del naciente club.
La letra R ubicada en el centro de la camiseta es la evocación del nombre Rangers, puesta junto al corazón como desafío y fortaleza. En todo caso, la simbología de la camiseta y el escudo de Rangers están de acuerdo a las leyes de la Heráldica, en cuanto al diseño y la ubicación de las franjas.
Desde los inicios de Rangers, el escudo ha contado con modificaciones leves. En este sentido, los principales cambios referían precisamente al uso de los colores, puesto que previo a la década del 2000, los registros muestran que la insignia variaba precisamente en dos cosas: Por una parte, la franja diagonal variaba entre negro y rojo (Los bordes amarillos siempre estaban); por otro lado la R, que variaba entre negra y amarilla. Recién en 2005 se comenzaría con la utilización de una insignia fija y definitiva, que es la que se utiliza hasta la actualidad.

### Himno
El Himno de Rangers fue creado por el folclorista talquino Honorio Concha Bravo, quien escribió el himno en honor al cincuenta aniversario del club, el año 1952. Históricamente es el primer himno del que se tiene registro sobre el club. El audio que aún se utiliza en los partidos de Rangers y otros eventos organizados por la institución es el más antiguo que se mantiene. En dicho audio, el himno es interpretado por Aliro Pávez, acompañado por una guitarra y un piano. Existía otro audio que se dejaba escuchar en los partidos, el cual era el mismo himno pero cantado por una mujer, se desconocen más antecedentes al respecto, solo que es posible escuchar un trozo de dicho audio en un registro sobre el ascenso de 1993.
El año 1955, aparecería un himno «alternativo» escrito por el Teniente coronel del regimiento Chorrillos Rafael Martínez Ramírez (quien también escribió el himno del cuerpo de bomberos de Talca) publicado precisamente el 21 de octubre de dicho año en el diario La Mañana de Talca. Este himno fue tocado por la banda del regimiento de la ciudad dos días después de su publicación en la prensa, en el contexto de un partido entre Rangers y Santiago Morning en el Estadio Fiscal de Talca.
Con los años han surgido otros homenajes musicales para Rangers, destacando cuecas y cumbias escritas por exponentes maulinos.

## Indumentaria

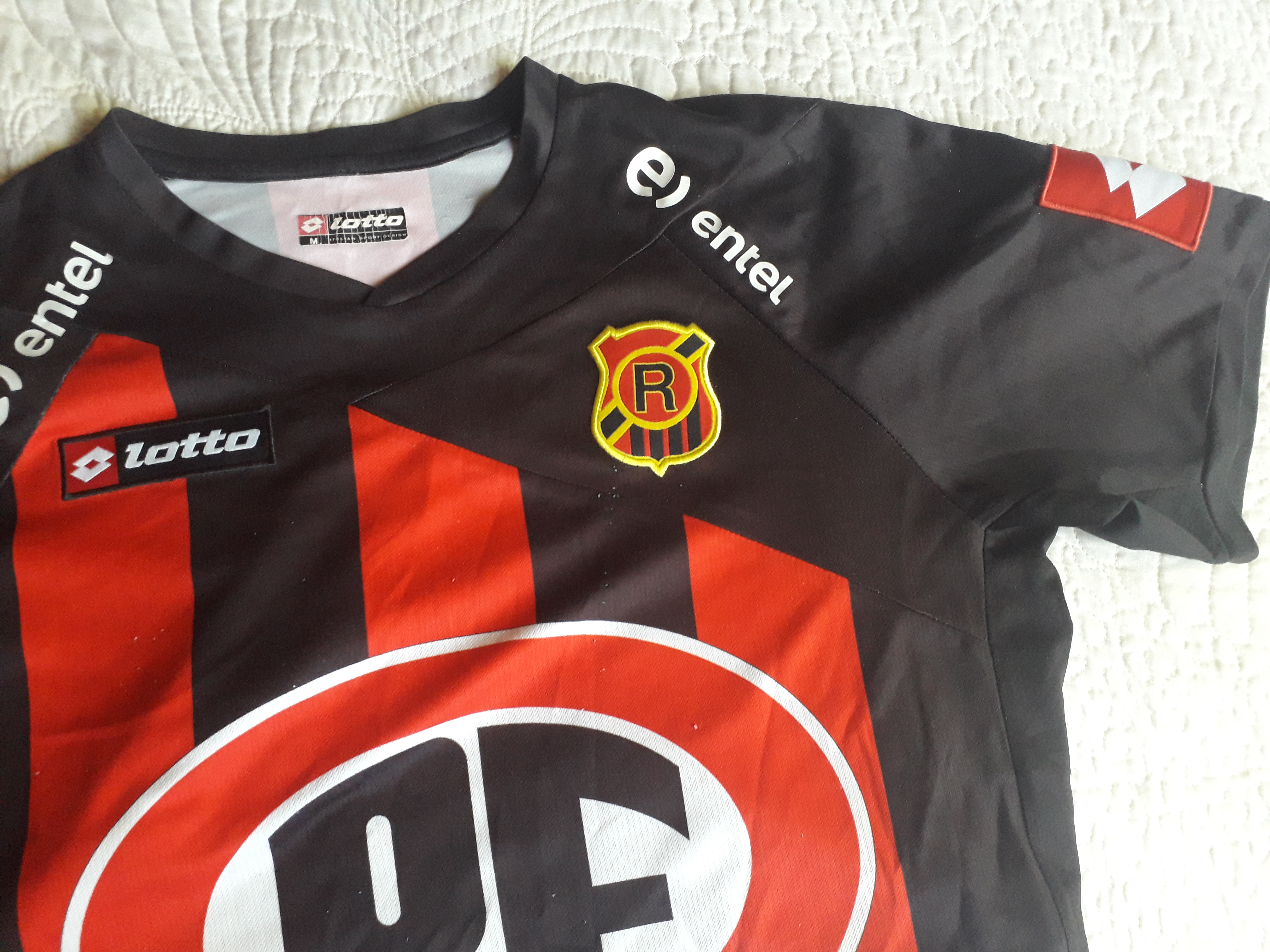
Uniforme titular utilizado el año 2012, elaborado por la empresa lotto. Puede verse la predominancia de los colores que han compuesto los uniformes del club desde su fundación el año 1902: El rojo y el negro.

Desde la fundación del club, los colores que han caracterizado a Rangers son el rojo y negro. Sobre la adopción de estos colores hay varias versiones, como por ejemplo, que la señora que tenía a cargo la confección de las camisetas solo disponía de telas rojas y negras; otra versión afirma que la elección de los colores se explicaba en que la mayoría de los jugadores que pertenecía al club eran voluntarios de la Segunda Compañía del Cuerpo de Bomberos de Talca, cuyos colores son el negro y el rojo, lo que explicaría la adopción de los colores; una versión también afirma que el uniforme rojo y negro trataba de emular a los rangers canadienses de la policía montada; o que los colores fueron tomados del típico poncho de la zona; entre otras versiones.
Independiente de la razón, es sabido que el rojo y el negro han sido los colores principales del club durante toda su historia. Sin embargo, es importante destacar que en los inicios, para la sección roja del uniforme se utilizaba cualquier tela y color de dicha tonalidad, por lo que es común ver en artículos antiguos la referencia a Rangers como lacre-negros o los granate-negros.
Desde 1977, el patrocinador que acompaña a Rangers es la fábrica de cecinas local Productos Fernández, la relación contractual entre el club y dicha empresa corresponde a la más antigua registrada en la historia del fútbol. El año 2010, en medio del proceso de quiebra del club, Productos Fernández renueva el patrocinador.
En 1967 se suma, por primera vez en la era profesional, la insignia del club, ubicándose al centro del pecho en el uniforme alternativo. En 1977 se incluye por primera vez el logo de Productos Fernández en la parte frontal de la camiseta, manteniéndose ahí hasta la actualidad. El logo de Productos Fernández estuvo cinco años como única figura en la camiseta hasta que, en 1982, por primera vez se incluye la insignia de Rangers al lado izquierdo del pecho, que es donde se ubica hasta la actualidad (a excepción de ciertas ocasiones, como algunas versiones de la camiseta titular del 2008, donde la insignia estaba al medio del pecho), ese año también se comienza a agregar el logo de la marca proveedora del uniforme.

Desde 2009 los uniformes comenzaron a utilizarse como elementos publicitarios, sumando marcas en la espalda, hombros, brazos, shorts e incluso en las medias.
| Primer | ver evolución | Actual |

## Instalaciones

### Estadio Fiscal de Talca
Rangers ejerce localía en el Estadio Fiscal de Talca,  inaugurado en 1930 y ubicado al final de la alameda Bernardo O'Higgins Riquelme en Talca, precisamente en Avenida Circunvalación entre 4 y 5 norte. Es el estadio con mayor capacidad de la región del Maule con 16.000 personas en butacas individuales.

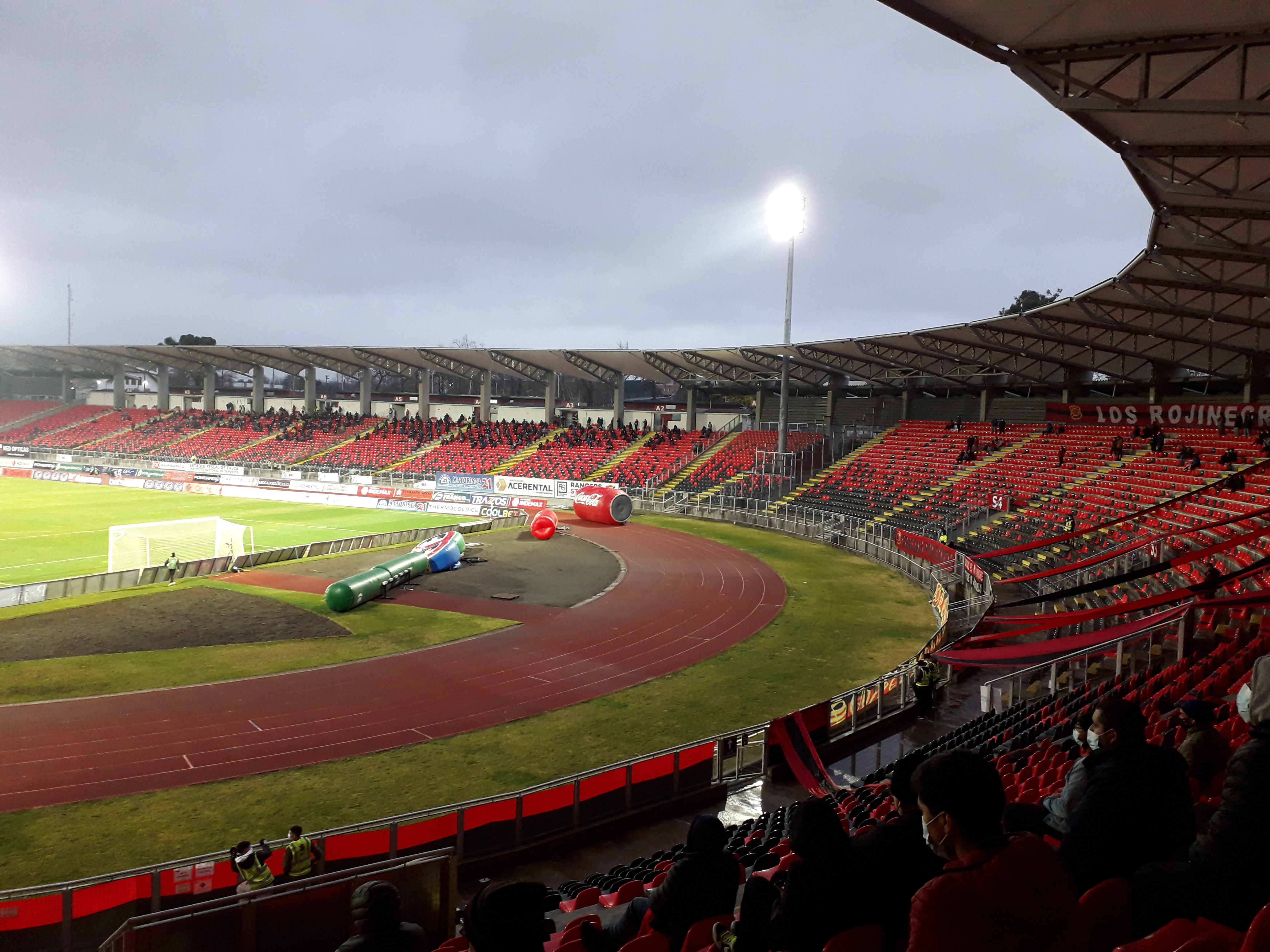
El Estadio Fiscal de Talca posterior a la remodelación de 2019.

Antiguamente el recinto contaba con una característica estructura en la parte central de la galería andes, sin embargo fue demolida y reemplazada en algún momento de la década del '70 por un techo recto que cubría la zona superior de la galería por completo.
Hasta el año 2009 era un estadio de tablones, que contaba con una sección de prensa en el sector de tribuna pacífico, además de un edificio especial para camarines ubicado al costado sur de galería Andes. Posteriormente, las secciones de las tribunas fueron desarmadas casi en su totalidad y todo fue reemplazado por butacas, además se construyó un techo que cubría gran parte de la tribuna pacífico, un sector para la prensa, un sector preferencial con asientos acolchados para las autoridades, nuevos camarines, etc. Durante estas labores, Rangers ejerció localía en dos lugares alternantes, por un lado el estadio fiscal Tucapel Bustamante Lastra de Linares y por otro lado el Estadio Municipal Alfonso Escobar Villablanca de San Javier. Estos arreglos fueron «estrenados» (aunque el estadio aún no estaba del todo terminado) por Rangers en la final por el ascenso el 24 de noviembre del 2011.
El año 2018 nuevamente se le realizaron trabajos, esta vez para expandirse a las zonas norte y sur con la construcción de codos, además de la construcción de un techo continuo desde el cono sur hasta el codo norte, pasando por galería andes. Mientras se realizaban los trabajos, todo el público asistente a los partidos de Rangers era ubicado en tribuna pacífico, es decir, el costado poniente del estadio.
El estadio con toda sus remodelaciones fue oficialmente estrenado en el campeonato sudamericano sub-20 2019, sin embargo para los hinchas rojinegros fue el 6 de febrero del 2019 en la noche rojinegra de dicho año.

### Sede Social
El Club Social de Deportes Rangers fue fundado el 2 de noviembre de 1902 en casa de la familia de Jorge y Guillermo Donoso Espejo, domicilio ubicado en 1/2 norte 1252 entre 5 y 6 oriente y que sirvió como punto de reunión del club durante sus primeros años de vida. Sin embargo, es necesario señalar que la primera sede de carácter formal de la institución fue inaugurada el 11 de julio de 1932, estando localizada en 1 sur entre 1 oriente y 1 poniente, terrenos que fueron facilitados por la Intendencia de la entonces Sexta Zona del país tras el terremoto que afectó a la ciudad en 1928 y que redujo a escombros el inmueble que ahí se ubicaba. Dicha sede funcionó hasta el año 1941 y contaba, además de otras instalaciones, con minigolf, pista de baile y cancha de baloncesto al aire libre. En su momento, fue de las mejores sedes a nivel nacional. Así lo comentaba la revista Don Severo:

Que la secretaría del Rangers F.C. de Talca, es, sin lugar a dudas, la mejor en su género, que existe en esta larga y angosta faja de terreno. Cuenta con un espléndido salón social, canchas de tennis y basketbol y golf, en miniatura, además de otras secciones de no menor confort e importancia

El año 1953, en medio del proceso de ingreso al profesionalismo, Rangers tuvo que cambiarse de sede para recibir a la oleada de socios que llegaron, así como también para alojar a los jugadores que llegaron de otras parte de Chile y el extranjero.
En 1987 la sede social del club se trasladó al Estadio Fiscal, correspondiendo a un edificio de dos pisos ubicados en medio del parque que antecedía la entrada a galería Andes, en dicho recinto era posible adquirir artículos y merchandising del club, así como también entradas para los partidos y las tarjetas de socio del club. Sin embargo tuvo que abandonarse debido a los daños generados por el terremoto del 27 de febrero del 2010.
Actualmente el club no cuenta con una sede establecida.

### Fortaleza Rojinegra
El complejo deportivo «Fortaleza Rojinegra» (antiguamente denominado como Complejo «Héctor del Solar Concha»), corresponde al lugar donde se realizan los entrenamientos diariamente, fue adquirido por el club el año 2016.  Está ubicado en el sector norte de la ciudad de Talca, específicamente en las calles 5 oriente con 23 norte. Cuenta con camarines, un pequeño gimnasio, canchas de pasto natural y sintético, luminaria artificial, etc.
Cabe destacar que el equipo también entrena en otras ubicaciones, como el Estadio Fiscal de Talca, el complejo deportivo Jaime Fernández de la empresa talquina Productos Fernández, entre otros.

### Rangers Store
Inaugurada en agosto del 2019, corresponde a la tienda oficial del club, allí es posible encontrar artículos deportivos, vestimenta urbana, merchandising y todo tipo de artículos relacionados con el club. Además de contar con una pequeña vitrina donde se muestran algunos de los trofeos obtenidos por Rangers, incluyendo las copas de campeón de la segunda división de 1988 y la de 1993. Se encuentra ubicado en el Mall Portal Centro en 1 sur entre 8 y 9 oriente, más precisamente en el tercer piso de dicho centro comercial.

## Área social y dimensión sociocultural

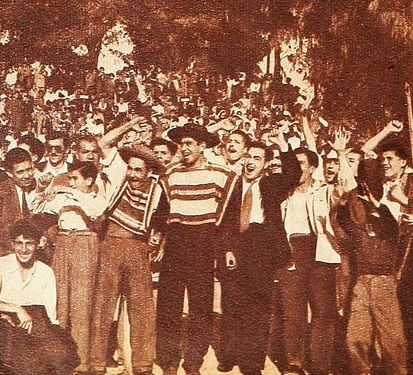
Hinchas del Rangers en el Estadio Fiscal, año 1953.

### Afición
A los aficionados del club se les llama de distintas formas, entre ellas «Rangerinos», «piducanos» y «rojinegros». Dichos fanáticos provienen principalmente de la ciudad de Talca y las ciudades y pueblos aledaños, contando con agrupaciones de hinchas en lugares como Pencahue, San Clemente y San Javier.
Históricamente, el club siempre contó con una fuerte presencia de hinchas, los primeros registros de seguidores acompañando al club fuera de Talca datan de inicios del siglo XX, cuando Rangers se enfrenta con el club Loma Blanca en Santiago, donde la familia de uno de los fundadores (familia Ramsay) se dirigió al estadio con banderas rojinegras, llamando rápidamente la atención. En esos tiempos, el equipo más popular de Talca era el 18 de septiembre, pero al poco tiempo, y en vista de los resultados deportivos del club rojinegro dentro del fútbol amateur y los inter-cities, la hinchada rangerina fue constantemente en crecimiento hasta volverse la más grande de la ciudad. 
Durante los años '50 y '60 se destacaban por la utilización de mantas, así como también sombreros, emulando a (y en algunos casos, siendo) los campesinos y huasos de la región, demostrando la importante influencia rural que siempre ha seguido al club. Con la llegada al profesionalismo en 1953, el número de hinchas y socios explotó, la efusividad que generaba Rangers en la ciudad era tal que la prensa capitalina de la época lo encontraba algo sorpresivo.

"Pero en Talca no hay nadie, absolutamente nadie, que no sea de Rangers."
Estadio, 1953)

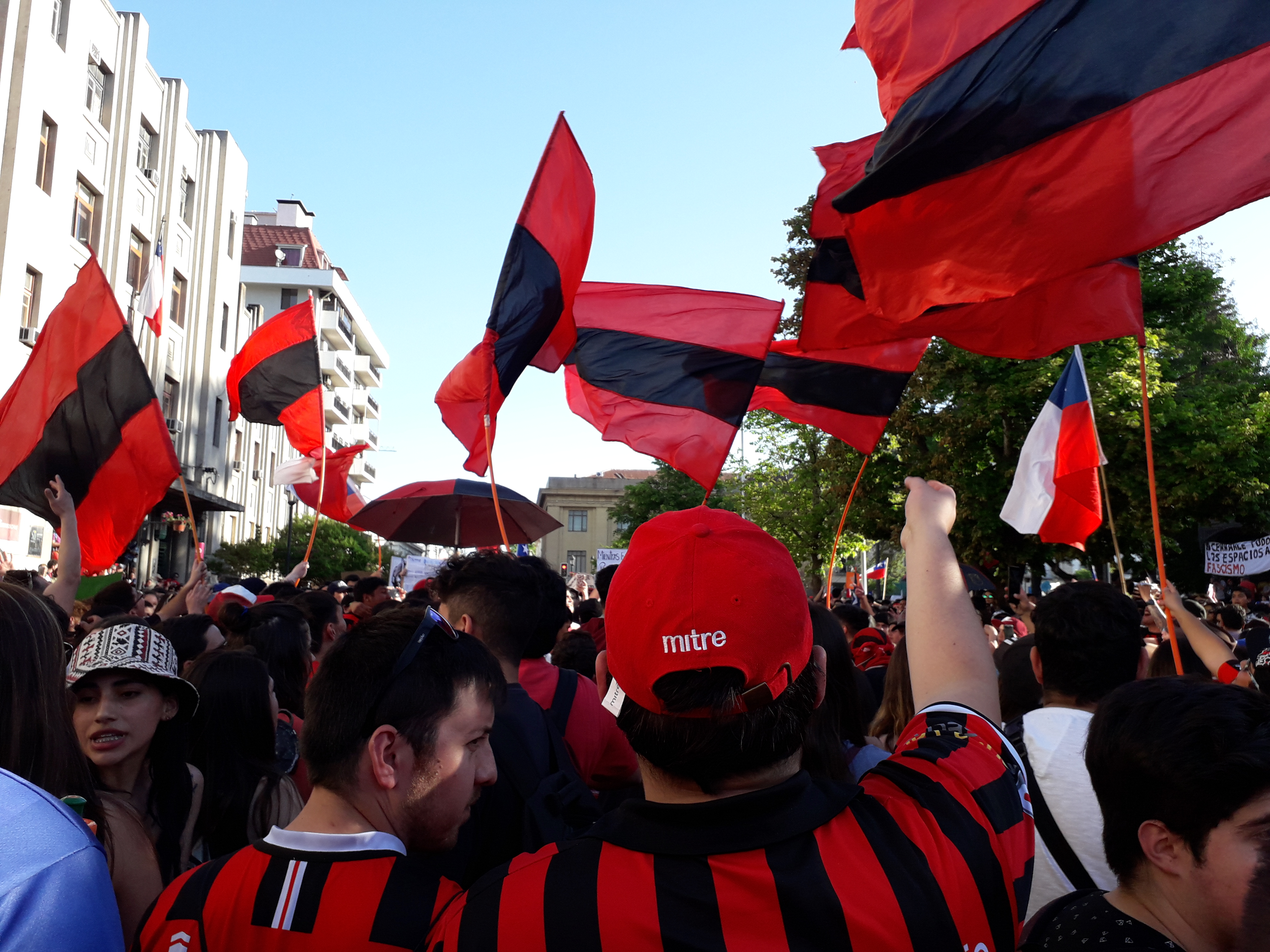
Tal como la institución, los colores que representan a los hinchas son el rojo y el negro.

Durante la década del '60 comenzaban a desarrollarse las primeras agrupaciones de hinchas, quienes se coordinaban principalmente para la elaboración de banderas, la realización de cantos (en conjunto con la banda del colegio Salesianos de la ciudad), así como también la planeación de viajes a Santiago y otras partes de Chile, primeramente en ferrocarril y luego en bus y micros. Uno de los artífices de esto sería Manuel «Selim» Chat, destacado hincha quien posteriormente se volvería presidente del club. De esta época nace la «Barra Oficial del Rangers», actualmente llamada «Barra Marcos Rojas Cancino».
Durante los años posteriores se seguiría aumentando con la cantidad de agrupaciones sobre Rangers, creándose la «Barra del Fonola Rojas», la  «Juvenil» y la «Estudiantil». En 1997 se crea la barra «Los Rojinegros», siguiendo el formato de las emergentes barrasbravas.
En la actualidad, son dos las grandes agrupaciones de hinchas rangerinos: La barra oficial «Marcos Rojas Cancino» y la barra «Los Rojinegros». 
A nivel de estadísticas se muestra que, según ADIMARK, durante el 2017 Rangers era el 9.° equipo más popular del país con un 0,5% de las preferencias de los encuestados, siendo además uno de los dos equipos de la Primera B en estar en el top-10.  Al año siguiente se muestra que Rangers, junto con Santiago Wanderers, son los únicos equipos que cuentan con la mayoría de hinchas en sus propias ciudades. Por otra parte, entre los clubes de la región, la hinchada rangerina es la más mayoritaria, seguida por la hinchadas de Curicó Unido y Deportes Linares.

### Medios de comunicación
El club, y tal como todos, siempre ha tenido una importante relación con el mundo periodístico, especialmente el de Talca y los alrededores. Estos grupos son los que hacen seguimiento de la institución e informan a los hinchas las principales situaciones ocurridas dentro del club, tanto a nivel administrativo como en entrenamientos y, por supuesto, los partidos. El medio más destacable es la radio, desde donde surgen programas deportivos diarios que hablan sobre el deporte en la región, centrándose en la cotidianidad de Rangers.
Por otra parte, el club cuenta con redes sociales activas en Facebook, Instagram, Twitter, TikTok y Youtube, y un sitio web, el cual data de inicios de la década del 2000, lo que convierte al club en uno de los primeros a nivel nacional en contar con una página activa en internet.

### Cultura popular
- En la revista n.º 135 de la historieta Barrabases, publicada el 6 de septiembre de 1960,[179] el equipo homónimo viaja a Talca para enfrentarse a Rangers, partido que terminó en igualdad a 2 goles.
- En la serie de comedia Ala Chilena, el protagonista Guillermo Benavente, interpretado por Fernando Larraín, manifiesta constantemente su origen de Talca y su fanatismo por Rangers.
- En la telenovela chilena «Si yo fuera rico», entre agosto y septiembre del 2018, Rangers se enfrenta al equipo del protagonista, Renca Juniors, en Santiago.[180]
- En el cómic talquino «Ganchito y Pernil» los protagonistas hacen referencia constante y son hinchas de Rangers.[181]

## Datos del club
- Temporadas en Primera División: 46 (1953-1976, 1978, 1982-1987, 1989, 1994, 1998-1999, 2001-2006, 2008-2009, 2012-2013/14)
- Temporadas en Primera B: 26 (1952, 1977, 1979-1981, 1988, 1990-1993, 1995-1997, 2000, 2007, 2010-2011, 2014/15-)
- Mayor goleada conseguida:

- En Primera División: 7-1 a Unión La Calera (4 de diciembre, 1966), Ferrobádminton (8 de enero, 1967) y Huachipato (7 de septiembre, 1983)
- En Primera B/Segunda División: 6-0 a Deportes Puerto Montt (28 de noviembre, 1993)
- En Copa Chile: 10-0 a Comunal Cabrero (23 de junio, 2024)
- En Copa Libertadores: 2-0 a América de Cali (29 de marzo, 1970)

- Mayor goleada recibida:

- En campeonatos nacionales: 1-9 de Santiago Morning en (18 de septiembre, 1982)
- En torneos internacionales: 1-7 de Universidad de Chile (26 de marzo, 1970)

- Primer partido en Torneos Nacionales oficiales:

- Rangers 2 - 1 Trasandino de Los Andes (29 de junio, 1952)

- Primer partido en Primera División:

- Rangers 4 - 3 Universidad Católica (3 de mayo, 1953)

- Primer partido en Torneos Internacionales oficiales:

- Rangers 0 - 2 Guaraní (15 de febrero, 1970)

- Mejor puesto en Primera División (formato «Playoffs»): 2.º (1969, Apertura 2002)
- Mejor puesto en Primera División (formato «Todos contra todos»): 3.° (1956, 1965)
- Peor puesto en Primera División: 18.º (Clausura 2013-14)
- Puesto histórico: 14.º[182]
- Máximo goleador histórico: Juan Soto Mura (78 goles)[183]
- Máximo goleador en Primera División en una temporada: Héctor Scandolli (25 goles en 1965)[183]
- Más partidos disputados: Iván Azócar (411 partidos)[184]
- Participaciones Internacionales:

- Copa Libertadores de América (1): 1970

## Jugadores

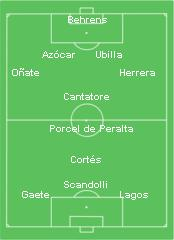
«Equipo ideal de todos los tiempos», escogido con motivo del centenario de la institución en 2002.

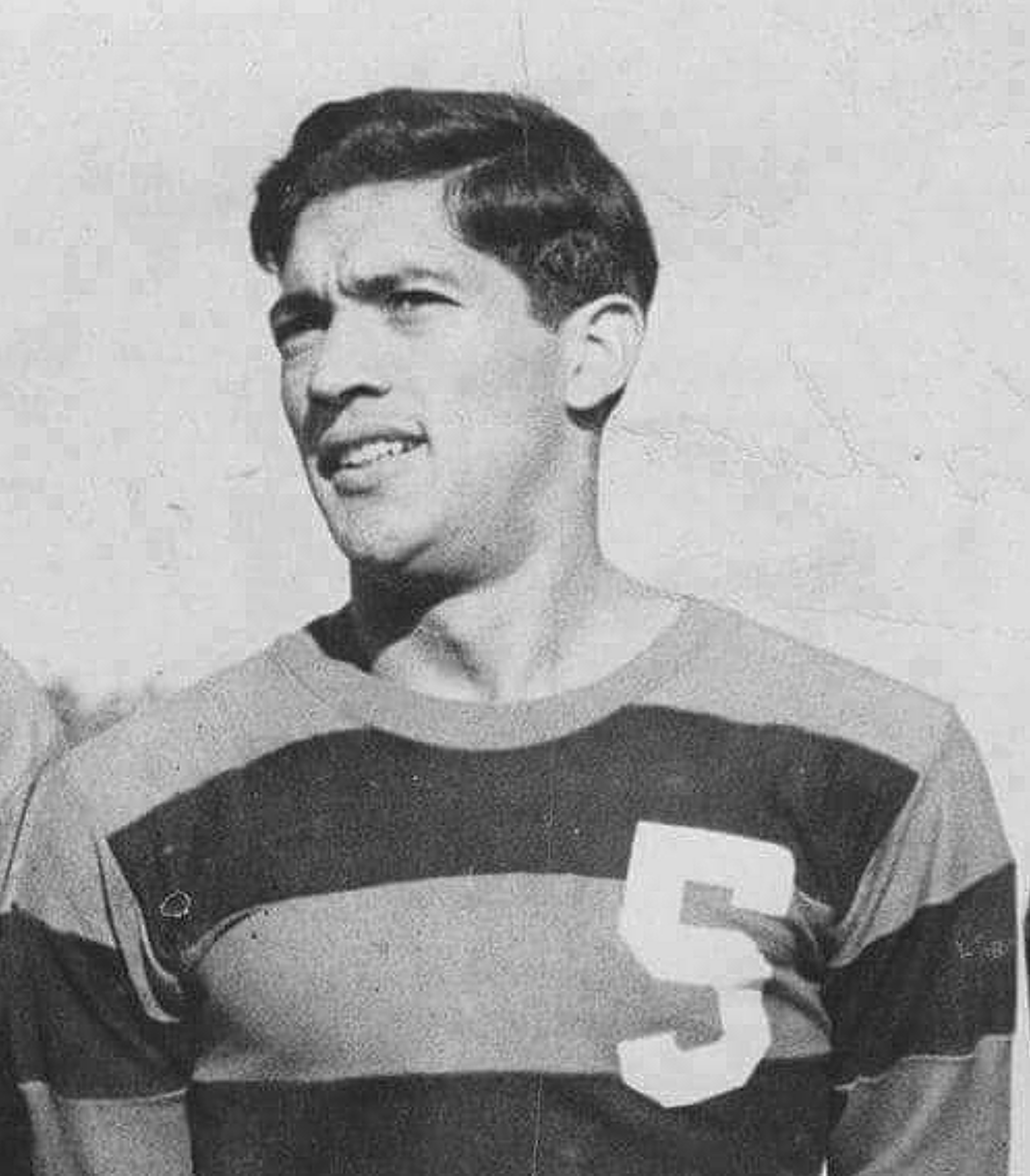
Iván Azócar, jugador con la mayor cantidad de partidos jugados por Rangers: 411

Desde su fundación en 1902, han sido miles los futbolistas en disputar al menos un encuentro con la camiseta del primer equipo de Rangers. Entre estos, Iván Azócar es el jugador que acumula el mayor número de presencias por torneos nacionales oficiales, desde que Rangers se incorporase a estos en 1952, con un total de 411 partidos entre el 17 de marzo de 1958 y el 13 de marzo de 1977. Además de Azócar, Eduardo Pinto (368),  Pablo Prieto (276), Nemesio Romero (260) y Nicolás Peric (206), fueron los otros jugadores que superaron la barrera de 200 encuentros con el club.
Por otra parte, el máximo anotador en la historia de Rangers por encuentros oficiales ACF-ANFP es Juan Soto Mura, quien convirtió en 78 oportunidades entre 1963 y 1967. Más atrás se ubican Héctor Scandolli (71), Ramón Castillo (50), Nelsón Gaete (49), Héctor Barría (47) y Pablo Prieto como los futbolistas que más goles han marcado a partir de 1952. Héctor Scandolli es además quien anotó más tantos en una sola temporada, sumando 25 goles en 1965.
A lo largo de su historia, un total de siete jugadores de Rangers han sido convocados a la selección de fútbol de Chile, siendo el primero de ellos Heriberto Sturgess, quien debutó por el combinado nacional frente a Argentina el 5 de junio de 1910. No obstante, otras fuentes sugieren que, al momento de ser convocado, Sturgess habría pertenecido a los registros del Talca Football Club, equipo del que no existe registro de su existencia. El último rojinegro nominado fue el arquero Nicolás Peric, para los encuentros por las Clasificatorias Conmebol frente a Ecuador y Argentina en octubre de 2012.
Con motivo del centenario de la institución en 2002, Rangers organizó una votación para escoger al «Equipo ideal de todos los tiempos» en el stand oficial del club en la Feria Internacional del Maule (FITAL). Entre paréntesis se indica la cantidad votos.
Primer equipo: POR: Walter Behrends (75); DEF: Santiago Oñate (64), Iván Azócar (81), Atilio Herrera (68) y Juan Ubilla (41); MED: Vicente Cantatore (71), Elvio Porcel de Peralta (87) y Juan Cortés (79); DEL: Nelson Gaete (43), Héctor Scandoli (52) y José Lagos (49).

### Plantilla 2025
- Por disposición de la Asociación Nacional de Fútbol Profesional (ANFP), los equipos chilenos en la Liga de Ascenso están limitados a tener en su plantel un máximo de cinco futbolistas extranjeros, más un juvenil extranjero inscrito en el fútbol formativo desde el año 2023.
- Por disposición de la ANFP, el número de las camisetas no puede sobrepasar al número de jugadores inscritos.
- Por disposición de la ANFP, el plantel debe utilizar al menos 1890 minutos a juveniles chilenos nacidos a partir del 1 de enero de 2004.

### Altas 2025
| Jugador              | Posición      | Procedencia               | Tipo  |
| -------------------- | ------------- | ------------------------- | ----- |
| Miguel Sanhueza      | Defensa       | Deportes Iquique          | Libre |
| Vicente Durán        | Defensa       | Deportes La Serena        | Libre |
| Ian Toro             | Defensa       | Universidad Católica      | Libre |
| Camilo Rodríguez     | Defensa       | Universidad de Concepción | Libre |
| Sebastián Leyton     | Mediocampista | Unión Española            | Libre |
| Agustín Verdugo      | Mediocampista | Llaneros                  | Libre |
| Carlos Lobos         | Mediocampista | Deportes La Serena        | Libre |
| Maximiliano González | Mediocampista | Atlanta                   | Libre |
| Cristóbal Jorquera   | Mediocampista | Magallanes                | Libre |
| Mathías Pinto        | Delantero     | Deportes Santa Cruz       | Libre |
| Felipe Barrientos    | Delantero     | Cobresal                  | Libre |
| Juan Sánchez Sotelo  | Delantero     | Universidad de Concepción | Libre |
| Isaac Díaz           | Delantero     | Deportes Copiapó          | Libre |

### Bajas 2025
| Jugador             | Posición      | Destino             | Tipo            |
| ------------------- | ------------- | ------------------- | --------------- |
| Christopher Díaz    | Defensa       | Unión La Calera     | Libre           |
| Sergio Felipe       | Defensa       | Santiago Wanderers  | Libre           |
| Juan José Contreras | Defensa       | Deportes Santa Cruz | Libre           |
| Pablo Sanhueza      | Defensa       | San Antonio Unido   | Libre           |
| Ignacio Carrasco    | Defensa       | Deportes Rengo      | Libre           |
| Byron Navarro       | Defensa       | Everton             | Fin de préstamo |
| Alejandro Márquez   | Mediocampista | Cobresal            | Libre           |
| Mauro González      | Mediocampista | Al-Ain              | Libre           |
| Ignacio Caroca      | Mediocampista | Deportes Santa Cruz | Libre           |
| Mauricio Iturra     | Mediocampista | Santiago Morning    | Libre           |
| Matías Faúndez      | Mediocampista | Constitución Unido  | Libre           |
| Franco Bellocq      | Mediocampista | Bandera de ?        | Libre           |
| Esteban Carvajal    | Mediocampista | Santiago City       | Libre           |
| Gustavo Gotti       | Delantero     | Cobreloa            | Libre           |
| Sergio Vergara      | Delantero     | Unión San Felipe    | Libre           |
| Milton Alegre       | Delantero     | Deportes Santa Cruz | Libre           |
| Alfredo Ábalos      | Delantero     | San Marcos          | Libre           |

## Entrenadores
Desde de su incorporación en 1952 a la Asociación Central de Fútbol (ANFP a partir de 1987), han sido decenas los entrenadores en dirigir el primer equipo del Club Social de Deportes Rangers, siendo el primero de ellos Nemesio Lora, quien comandó al equipo durante la primera parte del Campeonato de Segunda División de 1952. Cabe resaltar, sin embargo, que a lo largo de su participación en la División de Honor Amateur el club ya contaba con entrenadores profesionales, como lo fue Liborio Velásquez durante la temporada 1949.
Entre ellos, el chileno Óscar del Solar es quien sumó el mayor número de encuentros dirigidos por torneos nacionales con 192 en tres periodos (de 2002 a 2003, de 2007 a 2008 y 2009). En este apartado, tras del Solar, Adolfo Rodríguez (153), Arturo Rodenak (138), Óscar Andrade (131) y Dalcio Giovagnoli (105) se ubican como los otros entrenadores con más partidos dirigidos desde 1952.
En lo que respecta a nacionalidades, la mayor parte de los entrenadores en la historia del club han sido de nacionalidad chilena, siendo tan solo un total de 22 los provenientes desde el extranjero. Entre los entrenadores foráneos, las principales nacionalidades han sido la uruguaya y la argentina, de la primera hay 6, y de la segunda se cuentan 16 representantes. Adicionalmente, el club ha contado con solo 3 entrenadores no sudamericanos: los húngaros Ladislao Pakozdi y José Klamar, además del español Pedro Areso y Miguel Ángel Montuori, este último con nacionalidad italiana y argentina.

## Palmarés

### Torneos locales
- Asociación de Fútbol de Talca (4):[Nota 5] 1930, 1932, 1945, 1948.
- Campeonato de Apertura de la Asociación de Fútbol de Talca (3): 1934, 1947, 1949. [Nota 6]
- Copa Municipal (3): 1904, 1905, 1906.

### Torneos provinciales
- Torneo Provincial de Chile (1): 1969.

### Torneos nacionales
- Segunda División de Chile/Primera B de Chile (3): 1988, 1993, Apertura 1997.
- Subcampeón de la Primera División de Chile (2): 1969, Apertura 2002.
- Subcampeón de la Copa Chile (1): 1996.
- Subcampeón de la Copa Francisco Candelori (1): 1969.
- Subcampeón de la Liguilla Pre-Libertadores (1): 1985
- Subcampeón de la Segunda División de Chile/Primera B de Chile (5): 1952, 1977, 2000, 2007, 2011.
- Subcampeón del Campeonato de Apertura de la Segunda División de Chile (1): 1980.
- Subcampeón de la División de Honor Amateur (1): 1950.[191]

### Torneos amistosos[Nota 7]
- Trofeo Phillips (2): 1917,[192] 1923.[193]
- Copa Ciudad de Constitución (1): 2001
- Copa Gigantes del Maule (1): 2018.[194]
- 'Copa Tarjeta LÍnea Propia de Telefónica CTC' (1): 2002
- Copa Verano (1): 2023
- Copa Brisas Salud (1): 2023
- Copa DyL (1): 2024
- Copa Noche Roja (1): 2025

## Filiales

### Rangers femenino

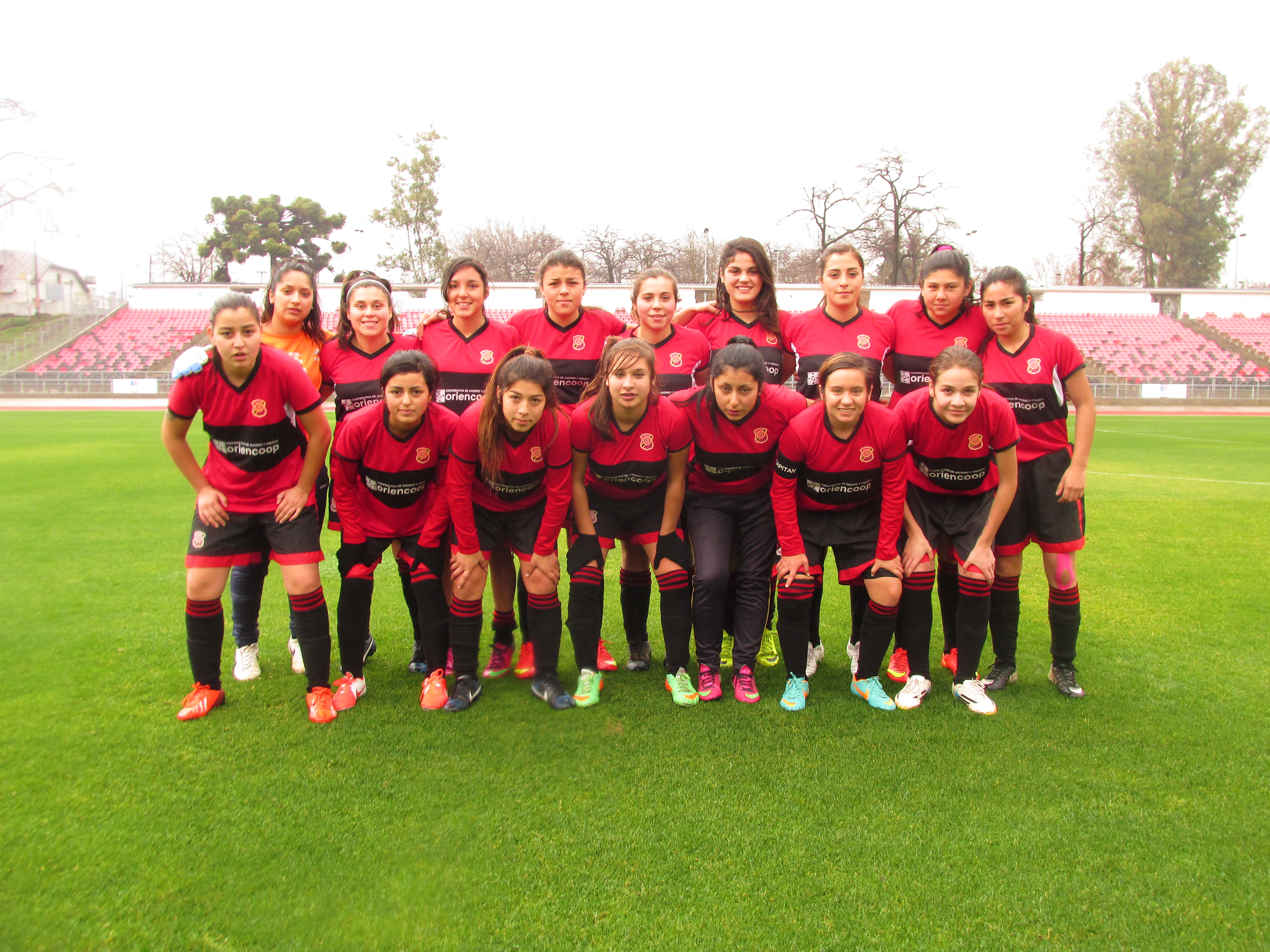
Equipo del Rangers femenino, año 2014

La Filial de fútbol femenino de Rangers inició su actividad profesional el año 2009, cuando hace su ingreso al torneo de la Primera División de fútbol femenino de Chile organizada por la ANFP. Su mejor periodo histórico comprendió desde los años 2013 al 2016, cuando lograron clasificar a la fase eliminatoria de forma consecutiva durante siete torneos cortos (es decir, apertura y clausuras), su participación más destacada en dicha instancia competición ocurrió en el torneo de clausura 2015, cuando logran por única vez avanzar a las semifinales del torneo. Por otra parte, han representado en múltiples oportunidades a la región del Maule en los juegos binacionales Cristo Redentor. Desde 2019, y como consecuencia de las modificaciones de formatoque la ANFP implantó en el fútbol femenino, militan en el campeonato de Primera B.

### Filial Santiago
La Filial Santiago de Rangers fue conformada oficialmente el 7 de mayo de 1983, por iniciativa de, entre otros, Miguel Ángel Ortiz, Carlos Garavagno, Juan Sepúlveda Rojas y Marcos Rojas Cancino, quienes acordaron constituir la filial luego de reunirse en el círculo social Juan Ramsay, ubicado en calle San Camilo 363. Fue presidida inicialmente por Enrique Bravo y entre sus objetivos se cuentan, además de la práctica deportiva, la captación de socios y aficionados para institución en la ciudad capital del país. Sirviendo a su vez como punto de reunión para los hinchas que se encuentran en la capital.

### Rangers B
El primer registro existente de un segundo equipo afiliado a Rangers corresponde a 1906, cuando la quinta edición del diario La Mañana publicó lo siguiente:

En la misma tarde y en el mismo local se jugó la copa Unión entre el primer teams de "El Thunder" y el segundo del "Rangers", colocando este último dos goal contra ninguno del primero, correspondiéndole al "Rangers", el honor de haber triunfado y haber ganado la copa Unión.
La Mañana, 20 de noviembre de 1906

El mismo artículo afirma que dicho campeonato se jugaba durante dos años, de tal manera que podría inferirse que el equipo ya existía en 1905, sin embargo no hay registros oficiales que lo afirmen.
Posteriormente, los registros muestran que Rangers siempre contó con, al menos, dos planteles oficiales, los cuales se desempeñaban en las distintas divisiones de la liga de Talca. En algunos casos llegó a contar con tres equipos, a los que se le sumaban las divisiones inferiores. Usualmente, estos equipos tenían diferentes denominaciones, entre ellas los de «segundo y tercer equipo», «Rangers II y Rangers III», «Rangers B y C», entre otros. En algunas ocasiones particulares se recurrió a un 4.° equipo, el cual disputó partidos amistosos en la comuna.
En 2012, y tal como en el siglo XX, Rangers conformó un plantel para que jugara en la recién creada Segunda División Profesional. Cuando se creó esta nueva categoría por parte de la ANFP, se propuso la inclusión de cinco equipos filiales de la Primera División para conformar el campeonato que corresponde a la Tercera División del fútbol chileno, donde también participan otras seis escuadras llegadas de la Tercera División A. El equipo solo participó del torneo de segunda división 2012, obteniendo pésimos resultados, lo que conllevaría a la eliminación formal del equipo.

### Rangers Futsal
Si bien es cierto que el futsal, como tal, se creó en la década de 1930 como deporte formal, existe un primer antecedente respecto a la práctica de un antecesor al futsal correspondiente al 8 de septiembre de 1908. En aquella instancia, Rangers es invitado por el Centro Recreativo «Gonzalo Cruz» de Talca para participar de un five a side competition, una variable del fútbol que tomó cierta relevancia en esa década debido a la sencillez de sus reglas. En este contexto, la principal regla era la de contar con cinco jugadores en cancha, más dos reservas. El equipo titular de Rangers estuvo conformado por Heffer, Oreste Negri, Manuel Donoso, Heriberto Sturgess y Justo Villar. Rangers sería derrotado en la primera serie de dicha competición. Con el tiempo, la institución sería invitada frecuentemente a participar de torneos y partidos con este formato, sin embargo, con el tiempo iría siendo olvidado.
La filial oficial de futsal de Rangers comenzó a principios de 2019, luego de diversas gestiones realizadas entre el club, la Asociación Regional Futsal del Maule, y la corporación municipal de deportes de Talca; el club funcionaba como una «Selección regional», donde algunos jugadores miembros de los clubes participantes de la Asociación regional se reunían para participar a nombre del club en el campeonato nacional de la ANFP. Se comenzó con dos ramas, masculino y femenino, la rama de varones jugaba en la segunda división, precisamente en el grupo A, mientras que la rama femenina jugaba en la división única, también en el grupo A.
A pesar de ser un equipo nuevo, los resultados fueron positivos, ambas filiales tuvieron participaciones destacadas dentro de sus grupos, principalmente la filial masculina ya que logró clasificar a los playoffs del torneo de apertura 2019 por el ascenso a Primera División, cayendo posteriormente en semifinales. El equipo femenino por su parte no logró clasificar a la liguilla por la obtención del campeonato.
Rangers fue el primer equipo en ejercer localía fuera de Santiago, haciéndolo en ambas categorías.
La filial de Rangers futsal desapareció a finales de 2019 por decisión de la dirigencia del club, posterior al estallido social.
En 2023, la institución nuevamente comenzó a realizar las gestiones correspondientes para desarrollar una nueva filial de futsal. Esto se materializaría a inicios de dicho año cuando Rangers firma un convenio con el Centro Cultural Pablo Neruda de la comuna de El Bosque para que representase a la institución en la competición nacional de Futsal organizada por la ANFP, aprovechando que todos los clubes participantes ejercen localía en la región Metropolitana.

### Rangers eSports
La institución cuenta con representantes oficiales en los videojuegos FIFA y PES, primero se comenzaría con la filial de FIFA en 2019, y posteriormente se expandiría a PES en 2020.
En 2023 se confirmaría la presencia de Rangers en el torneo organizado por la ANFP, participando del campeonato de ePrimera.

## Otras ramas deportivas
A lo largo de su historia, el Club Social de Deportes Rangers ha desarrollado, adicionalmente al fútbol, un gran número de actividades deportivas, tanto de carácter amateur como semiprofesional.
Entre las secciones más importantes se incluyen el atletismo, cuyos primeros registros se encuentran en 1908 con la organización de diversas competiciones locales por parte del club, y que posteriormente fue integrada por, entre otros, los hermanos Carlos y Juan Barberis, así como por Alejandra Ramos, campeona sudamericana en pruebas de fondo; el ajedrez, en el que destacó principalmente Carlos Silva Sánchez, Maestro FIDE y vencedor del Campeonato de Chile de ajedrez en 1969, 1971, 1974, 1975 y 1976; la natación, que tuvo entre sus filas a grandes difusores de dicho deporte en Chile como Samuel Bertoni, Enrique Danioni, Mario Danioni, además del campeón nacional juvenil Carlos Donoso; el tenis de mesa, el automovilismo, el palitroque, el tenis, etc.
Una de las más destacadas fue la rama de basketball, la cual tuvo un importante auge durante mediados de siglo XX, en un periodo en el cual dicho deporte tomó cierto protagonismo en Talca. En 1933 Rangers obtuvo el campeonato local en dos categorías: I y III serie.
Estos deportes recibían una alta atención y, en algunos casos, llegaron a contar con directivas propias, quienes organizaban la práctica de dicho deporte y las competiciones en las que participaba el club. Sin embargo, y al no haber registros oficiales, no es posible determinar de forma precisa cuántos campeonatos obtuvieron los diversos deportes del club
Desde la década del 2000, los problemas financieros del club no han permitido el desarrollo de la institución en otros deportes.

## Rivalidades
Actualizado al último partido disputado: 16 de agosto de 2025.

### Rangers vs Curicó Unido
| Torneo                            | PJ | GR | E  | GCU | GolR | GolCU |
| --------------------------------- | -- | -- | -- | --- | ---- | ----- |
| Primera División                  | 2  | 0  | 1  | 1   | 1    | 2     |
| Primera B                         | 32 | 17 | 9  | 6   | 42   | 20    |
| Copa Chile                        | 18 | 9  | 4  | 5   | 26   | 18    |
| Copa Apertura de Segunda División | 6  | 3  | 1  | 2   | 7    | 4     |
| Total                             | 58 | 29 | 15 | 14  | 76   | 44    |

| PJ: partidos jugados         |
| GR: ganador Rangers          |
| GCU: ganador Curicó Unido    |
| E: empate                    |
| GolR: goles de Rangers       |
| GolCU: goles de Curicó Unido |

En la actualidad, se ha formado gran expectación por los partidos disputados por Rangers con Curicó Unido, equipo que se encuentra en la misma Región, con la diferencia que son de distintas Provincias, uno es de Talca y el otro de Curicó.

### Rangers vs Deportes Linares
| Torneo     | PJ | GR | E | GDL | GolR | GolDL |
| ---------- | -- | -- | - | --- | ---- | ----- |
| Primera B  | 26 | 12 | 6 | 8   | 40   | 31    |
| Copa Chile | 17 | 10 | 2 | 5   | 25   | 15    |
| Total      | 43 | 22 | 8 | 13  | 71   | 46    |

| PJ: partidos jugados             |
| GR: ganador Rangers              |
| GDL: ganador Deportes Linares    |
| E: empate                        |
| GolR: goles de Rangers           |
| GolDL: goles de Deportes Linares |

A pesar de que no se enfrentan regularmente desde el 2000, hasta cada partido amistoso se ve con fervor por los aficionados de ambos equipos que se encuentra en la misma Región, con la diferencia que son de distintas Provincias, uno es de Talca y el otro de Linares
La rivalidad nace debido a que, en su momento, Rangers y Deportes Linares fueron los únicos equipos de la región en el profesionalismo.

### Otras rivalidades
- Rangers vs O'Higgins
- Rangers vs 18 de Septiembre